# Солнечная система

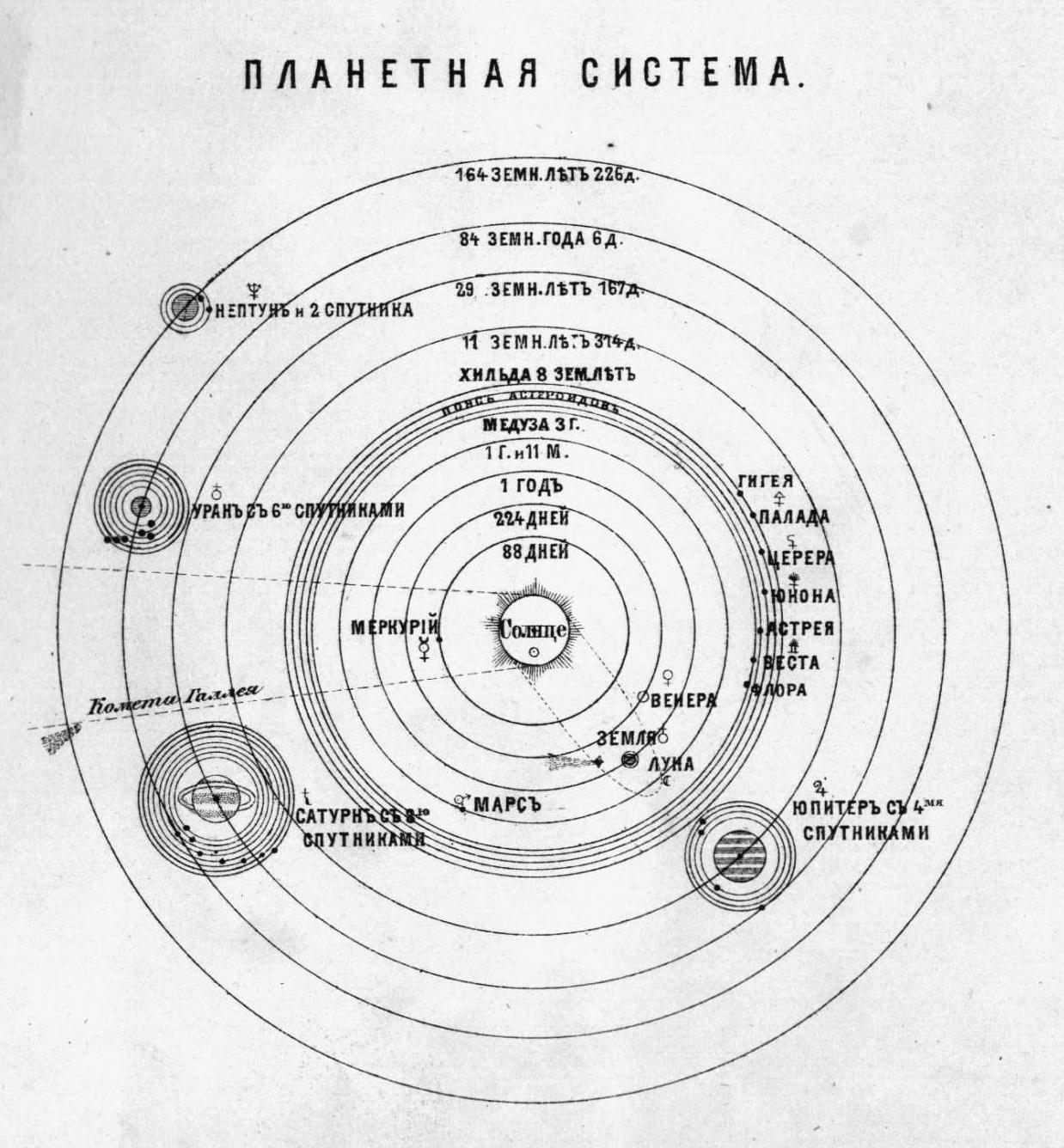
Планетная система.
(Географический атлас для гимназий, 1898 год)

Со́лнечная систе́ма — планетная система, включающая в себя центральную звезду Солнце и все естественные космические объекты на гелиоцентрических орбитах. Она сформировалась путём гравитационного сжатия газопылевого облака примерно 4,57 млрд лет назад.
Общая масса Солнечной системы составляет около 1,0014 M☉. Бо́льшая часть её приходится на Солнце; оставшаяся часть практически полностью содержится в восьми отдалённых друг от друга планетах, имеющих близкие к круговым орбиты, лежащие почти в одной плоскости — плоскости эклиптики. Из-за этого наблюдается противоречащее ожидаемому распределение момента импульса между Солнцем и планетами (так называемая «проблема моментов»): всего 2 % общего момента системы приходится на долю Солнца, масса которого в ~740 раз больше общей массы планет, а остальные 98 % — на ~0,001 общей массы Солнечной системы.
Четыре ближайшие к Солнцу планеты, называемые планетами земной группы, — Меркурий, Венера, Земля и Марс — состоят в основном из силикатов и металлов.
Четыре более удалённые от Солнца планеты, называемые планетами-гигантами, — Юпитер, Сатурн, Уран и Нептун — намного более массивны, чем планеты земной группы. Крупнейшие планеты-гиганты, входящие в состав Солнечной системы, — Юпитер и Сатурн — состоят главным образом из водорода и гелия и поэтому относятся к газовым гигантам; меньшие планеты-гиганты — Уран и Нептун — помимо водорода и гелия, преимущественно содержат воду, метан и аммиак, такие планеты выделяются в отдельный класс «ледяных гигантов». Шесть планет из восьми и четыре карликовые планеты имеют естественные спутники. Юпитер, Сатурн, Уран и Нептун окружены кольцами пыли и других частиц.
В Солнечной системе существуют две области, заполненные малыми телами. Пояс астероидов, находящийся между Марсом и Юпитером, схож по составу с планетами земной группы, поскольку состоит из силикатов и металлов. Крупнейшими объектами пояса астероидов являются карликовая планета Церера и астероиды Паллада, Веста и Гигея. За орбитой Нептуна располагаются транснептуновые объекты, состоящие из замёрзшей воды, аммиака и метана, крупнейшими из которых являются Плутон, Хаумеа, Макемаке, Квавар, Орк, Эрида и Седна. В Солнечной системе существуют и другие популяции малых тел, такие как планетные квазиспутники и троянцы, околоземные астероиды, кентавры, дамоклоиды, а также перемещающиеся по системе кометы, метеороиды и космическая пыль.
Солнечный ветер (поток плазмы от Солнца) создаёт пузырь в межзвёздной среде, называемый гелиосферой, который простирается до края рассеянного диска. Гипотетическое облако Оорта, служащее источником долгопериодических комет, может простираться на расстояние примерно в тысячу раз дальше гелиосферы.
Солнечная система входит в состав структуры галактики Млечный Путь.

## Структура

Орбиты объектов Солнечной системы, в масштабе (по часовой стрелке, начиная с верхней левой части)

Центральным объектом Солнечной системы является Солнце — звезда главной последовательности спектрального класса G2V, жёлтый карлик. В Солнце сосредоточена подавляющая часть всей массы системы (около 99,866 %), оно удерживает своим тяготением планеты и прочие тела, принадлежащие к Солнечной системе. Четыре крупнейших объекта — газовые гиганты — составляют 99 % оставшейся массы (при этом большая часть приходится на Юпитер и Сатурн — около 90 %).
Большинство крупных объектов, обращающихся вокруг Солнца, движется практически в одной плоскости, называемой плоскостью эклиптики. В то же время кометы и объекты пояса Койпера часто обладают большими углами наклона к этой плоскости.
Все планеты и большинство других объектов обращаются вокруг Солнца в одном направлении с вращением Солнца (против часовой стрелки, если смотреть со стороны северного полюса Солнца). Есть исключения, такие как комета Галлея. Самой большой угловой скоростью обладает Меркурий — он успевает совершить полный оборот вокруг Солнца всего за 88 земных суток. А для самой удалённой планеты — Нептуна — период обращения составляет 165 земных лет.
Бо́льшая часть планет вращается вокруг своей оси в ту же сторону, что и обращается вокруг Солнца. Исключения составляют Венера и Уран, причём Уран вращается практически «лёжа на боку» (наклон оси около 90°). Для наглядной демонстрации вращения используется специальный прибор — теллурий.
Многие модели Солнечной системы условно показывают орбиты планет через равные промежутки, однако в действительности, за малым исключением, чем дальше планета или пояс от Солнца, тем больше расстояние между её орбитой и орбитой предыдущего объекта. Например, Венера приблизительно на 0,33 а.е. дальше от Солнца, чем Меркурий, в то время как Сатурн на 4,3 а.е. дальше Юпитера, а Нептун на 10,5 а.е. дальше Урана. Были попытки вывести корреляции между орбитальными расстояниями (например, правило Тициуса — Боде), но ни одна из теорий не стала общепринятой.
Орбиты объектов вокруг Солнца описываются законами Кеплера. Согласно им, каждый объект обращается по эллипсу, в одном из фокусов которого находится Солнце. У более близких к Солнцу объектов (с меньшей большой полуосью) больше угловая скорость вращения, поэтому короче период обращения (год). На эллиптической орбите расстояние объекта от Солнца изменяется в течение его года. Ближайшая к Солнцу точка орбиты объекта называется перигелий, наиболее удалённая — афелий. Каждый объект движется быстрее всего в своём перигелии и медленнее всего — в афелии. Орбиты планет близки к кругу, но многие кометы, астероиды и объекты пояса Койпера имеют сильно вытянутые эллиптические орбиты.
Большинство планет Солнечной системы обладает собственными подчинёнными системами. Многие окружены спутниками, некоторые из спутников по размеру превосходят Меркурий. Большинство крупных спутников находится в синхронном вращении, одна их сторона постоянно обращена к планете. Четыре крупнейшие планеты — газовые гиганты — обладают также кольцами, тонкими полосами крошечных частиц, обращающимися по очень близким орбитам практически в унисон.

### Терминология
Иногда Солнечную систему разделяют на регионы. Внутренняя часть Солнечной системы включает четыре планеты земной группы и пояс астероидов. Внешняя часть начинается за пределами пояса астероидов и включает четыре газовых гиганта. Планеты внутри области астероидов иногда называют внутренними, а вне пояса — внешними. Однако иногда эти термины используются для нижних (находящихся внутри земной орбиты) и верхних (находящихся за пределами земной орбиты) планет, соответственно.
После открытия пояса Койпера наиболее удалённой частью Солнечной системы считают регион, состоящий из объектов, расположенных дальше Нептуна.
Все объекты Солнечной системы, обращающиеся вокруг Солнца, официально делят на три категории: планеты, карликовые планеты и малые тела Солнечной системы. Планета — любое тело на орбите вокруг Солнца, оказавшееся достаточно массивным, чтобы приобрести сферическую форму, но недостаточно массивным для начала термоядерного синтеза, и сумевшее очистить окрестности своей орбиты от планетезималей. Согласно этому определению, в Солнечной системе имеется восемь известных планет: Меркурий, Венера, Земля, Марс, Юпитер, Сатурн, Уран и Нептун. Плутон (до 2006 года считавшийся планетой) не соответствует этому определению, поскольку не очистил свою орбиту от окружающих объектов пояса Койпера. Карликовая планета — небесное тело, обращающееся по орбите вокруг Солнца; которое достаточно массивно, чтобы под действием собственных сил гравитации поддерживать близкую к округлой форму, но которое не очистило пространство своей орбиты от планетезималей и не является спутником планеты. По этому определению у Солнечной системы имеется пять признанных карликовых планет: Церера, Плутон, Хаумеа, Макемаке и Эрида. В будущем другие объекты могут быть классифицированы как карликовые планеты, например, Седна, Орк и Квавар. Карликовые планеты, чьи орбиты находятся в регионе транснептуновых объектов, называют плутоидами. Оставшиеся объекты, обращающиеся вокруг Солнца, — малые тела Солнечной системы.
Термины газ, лёд и камень используют, чтобы описать различные классы веществ, встречающихся повсюду в Солнечной системе. Камень используется, чтобы описать соединения с высокими температурами конденсации или плавления, которые оставались в протопланетной туманности в твёрдом состоянии при почти всех условиях. Каменные соединения обычно включают силикаты и металлы, такие как железо и никель. Они преобладают во внутренней части Солнечной системы, формируя большинство планет земной группы и астероидов. Газы — вещества с чрезвычайно низкими температурами плавления и высоким давлением насыщенного пара, такие как молекулярный водород, гелий и неон, которые в туманности всегда были в газообразном состоянии. Они доминируют в средней части Солнечной системы, составляя большую часть Юпитера и Сатурна. Льды таких веществ, как вода, метан, аммиак, сероводород и углекислый газ имеют температуры плавления до нескольких сотен кельвинов, в то время как их термодинамическая фаза зависит от окружающего давления и температуры. Они могут встречаться как льды, жидкости или газы в различных регионах Солнечной системы, в туманности же они были в твёрдой или газовой фазе. Большинство спутников планет-гигантов содержит ледяные субстанции, также они составляют большую часть Урана и Нептуна (так называемых «ледяных гигантов») и многочисленных малых объектов, расположенных за орбитой Нептуна. Газы и льды вместе классифицируют как летучие вещества.

## Состав
- Солнце
  - Межпланетная среда
- Внутренняя область Солнечной системы
  - Планеты земной группы
    - 1. Меркурий
    - 2. Венера
    - 3. Земля
      - Луна

    - 4. Марс
      - спутники Марса (Фобос и Деймос)

  - Пояс астероидов
    - Церера
- Внешняя область Солнечной системы
  - Планеты-гиганты
    - 5. Юпитер
      - спутники Юпитера
      - кольца Юпитера

    - 6. Сатурн
      - спутники Сатурна
      - кольца Сатурна

    - 7. Уран
      - спутники Урана
      - кольца Урана

    - 8. Нептун
      - спутники Нептуна
      - кольца Нептуна

  - Кометы
  - Кентавры
  - Транснептуновые объекты
    - Пояс Койпера
      - Плутон[37]
        - спутники Плутона

      - Хаумеа[38]
        - спутники Хаумеа

      - Макемаке
        - S/2015 (136472) 1

      - Орк
      - Квавар

    - Рассеянный диск
      - Эрида
        - Дисномия

      - Гун-гун
        - Сянлю

      - Farout
      - Farfarout
- Отдалённые области
  - Гелиосфера
  - Облако Оорта
    - Седна

### Солнце

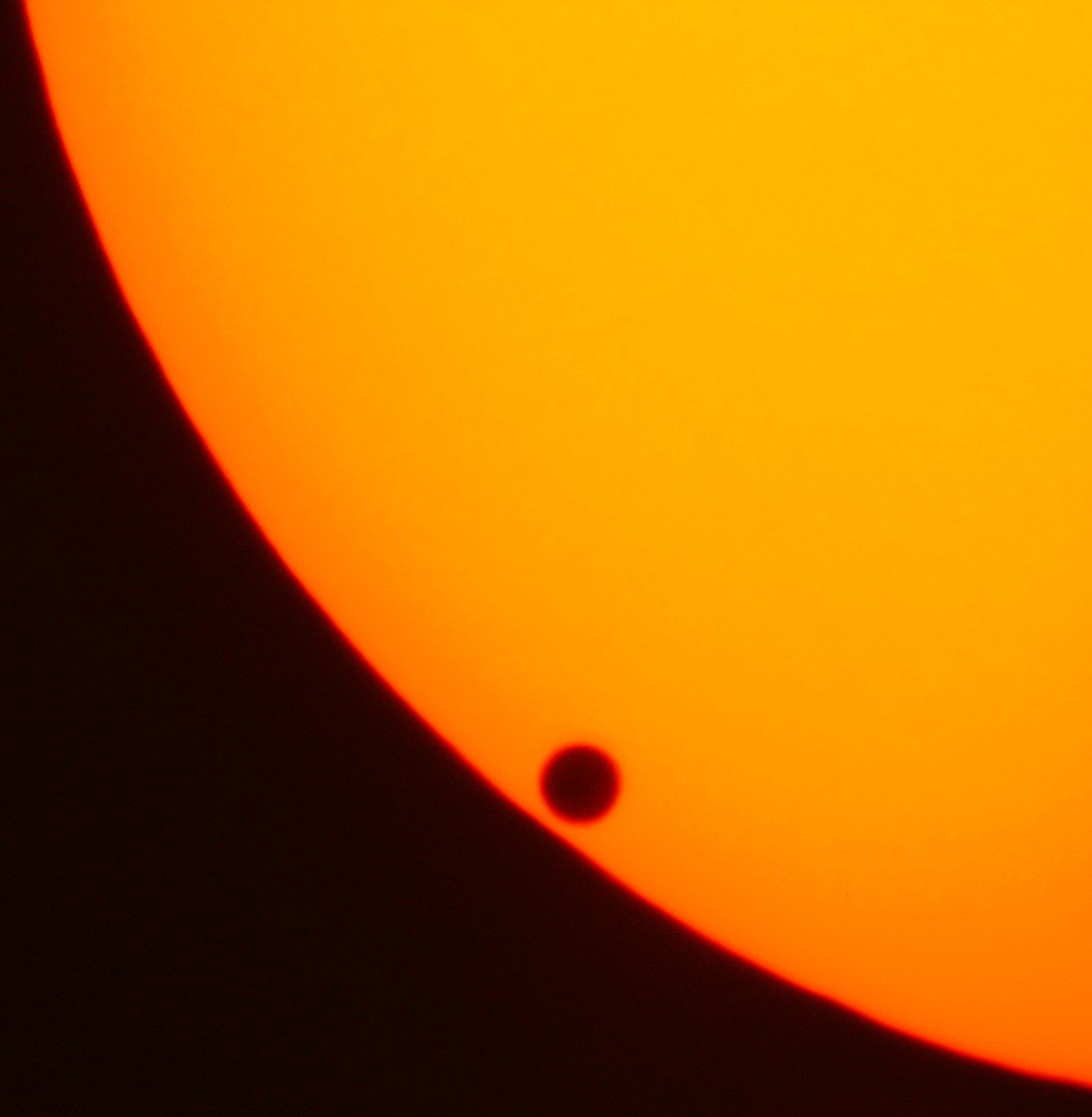
Прохождение Венеры по диску Солнца

Солнце — звезда Солнечной системы и её главный компонент. Его масса (332 900 масс Земли) достаточно велика для поддержания термоядерной реакции в его недрах, при которой высвобождается большое количество энергии, излучаемой в пространство в основном в виде электромагнитного излучения, максимум которого приходится на диапазон длин волн 400—700 нм, соответствующий видимому свету.
По звёздной классификации Солнце — типичный жёлтый карлик класса G2. Это название может ввести в заблуждение, так как по сравнению с большинством звёзд в нашей Галактике Солнце — довольно большая и яркая звезда. Класс звезды определяется её положением на диаграмме Герцшпрунга — Рассела, которая показывает зависимость между яркостью звёзд и температурой их поверхности. Обычно более горячие звёзды являются более яркими. Бо́льшая часть звёзд находится на так называемой главной последовательности этой диаграммы, Солнце расположено примерно в середине этой последовательности. Более яркие и горячие, чем Солнце, звёзды сравнительно редки, а более тусклые и холодные звёзды (красные карлики) встречаются часто, составляя 85 % звёзд в Галактике.
Положение Солнца на главной последовательности показывает, что оно ещё не исчерпало свой запас водорода для ядерного синтеза и находится примерно в середине своей эволюции. Сейчас Солнце постепенно становится более ярким, на более ранних стадиях развития его яркость составляла лишь 70 % от сегодняшней.
Солнце — звезда I типа звёздного населения, оно образовалось на сравнительно поздней ступени развития Вселенной и поэтому характеризуется бо́льшим содержанием элементов тяжелее водорода и гелия (в астрономии принято называть такие элементы «металлами»), чем более старые звёзды II типа. Элементы более тяжёлые, чем водород и гелий, формируются в ядрах первых звёзд, поэтому, прежде чем Вселенная могла быть обогащена этими элементами, должно было пройти первое поколение звёзд. Самые старые звёзды содержат мало металлов, а более молодые звёзды содержат их больше. Предполагается, что высокая металличность была крайне важна для образования у Солнца планетной системы, потому что планеты формируются аккрецией «металлов».

#### Межпланетная среда

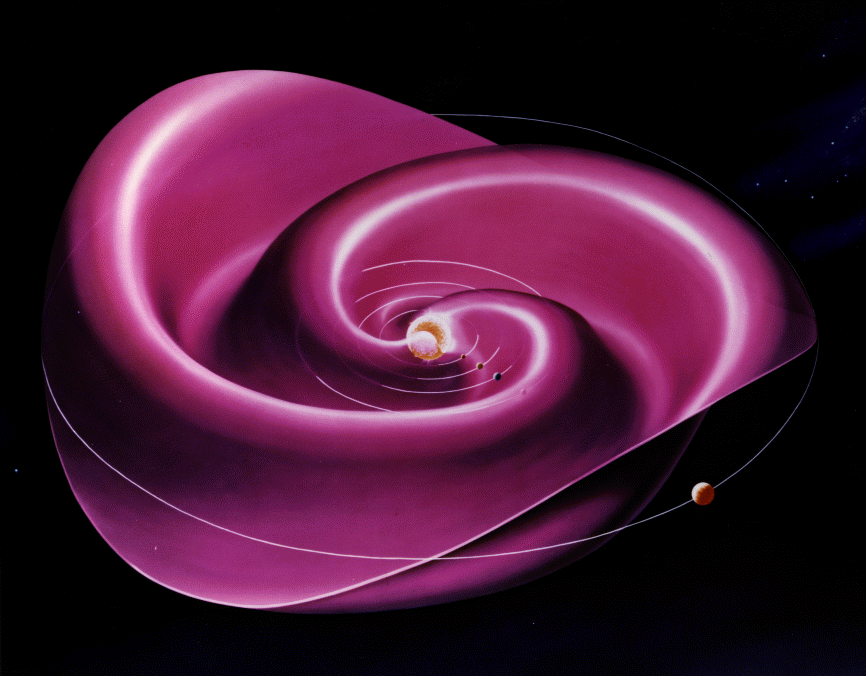
Гелиосферный токовый слой

Наряду со светом, Солнце излучает непрерывный поток заряженных частиц (плазмы), известный как солнечный ветер. Этот поток частиц распространяется со скоростью примерно 1,5 млн км в час, наполняя околосолнечную область и создавая у Солнца некий аналог планетарной атмосферы (гелиосферу), которая имеется на расстоянии по крайней мере 100 а.е. от Солнца. Она известна как межпланетная среда. Проявления активности на поверхности Солнца, такие как солнечные вспышки и корональные выбросы массы, возмущают гелиосферу, порождая космическую погоду. Крупнейшая структура в пределах гелиосферы — гелиосферный токовый слой; спиральная поверхность, созданная воздействием вращающегося магнитного поля Солнца на межпланетную среду.
Магнитное поле Земли мешает солнечному ветру сорвать атмосферу Земли. Венера и Марс не имеют магнитного поля, и в результате солнечный ветер постепенно сдувает их атмосферы в космос. Корональные выбросы массы и подобные явления изменяют магнитное поле и выносят огромное количество вещества с поверхности Солнца — порядка 109—1010 тонн в час. Взаимодействуя с магнитным полем Земли, это вещество попадает преимущественно в верхние приполярные слои атмосферы Земли, где от такого взаимодействия возникают полярные сияния, наиболее часто наблюдаемые около магнитных полюсов.
Космические лучи происходят извне Солнечной системы. Гелиосфера и, в меньшей степени, планетарные магнитные поля частично защищают Солнечную систему от внешних воздействий. Как плотность космических лучей в межзвёздной среде, так и сила магнитного поля Солнца изменяются с течением времени, таким образом, уровень космического излучения в Солнечной системе непостоянен, хотя величина отклонений достоверно неизвестна.
Межпланетная среда является местом формирования, по крайней мере, двух дископодобных областей космической пыли. Первая, зодиакальное пылевое облако, находится во внутренней части Солнечной системы и является причиной, по которой возникает зодиакальный свет. Вероятно, она возникла из-за столкновений в пределах пояса астероидов, вызванных взаимодействиями с планетами. Вторая область простирается приблизительно от 10 до 40 а.е. и, вероятно, возникла после подобных столкновений между объектами в пределах пояса Койпера.

### Внутренняя область Солнечной системы
Внутренняя часть включает планеты земной группы и астероиды. Состоящие главным образом из силикатов и металлов, объекты внутренней области относительно близки к Солнцу, это самая малая часть системы — её радиус меньше, чем расстояние между орбитами Юпитера и Сатурна.

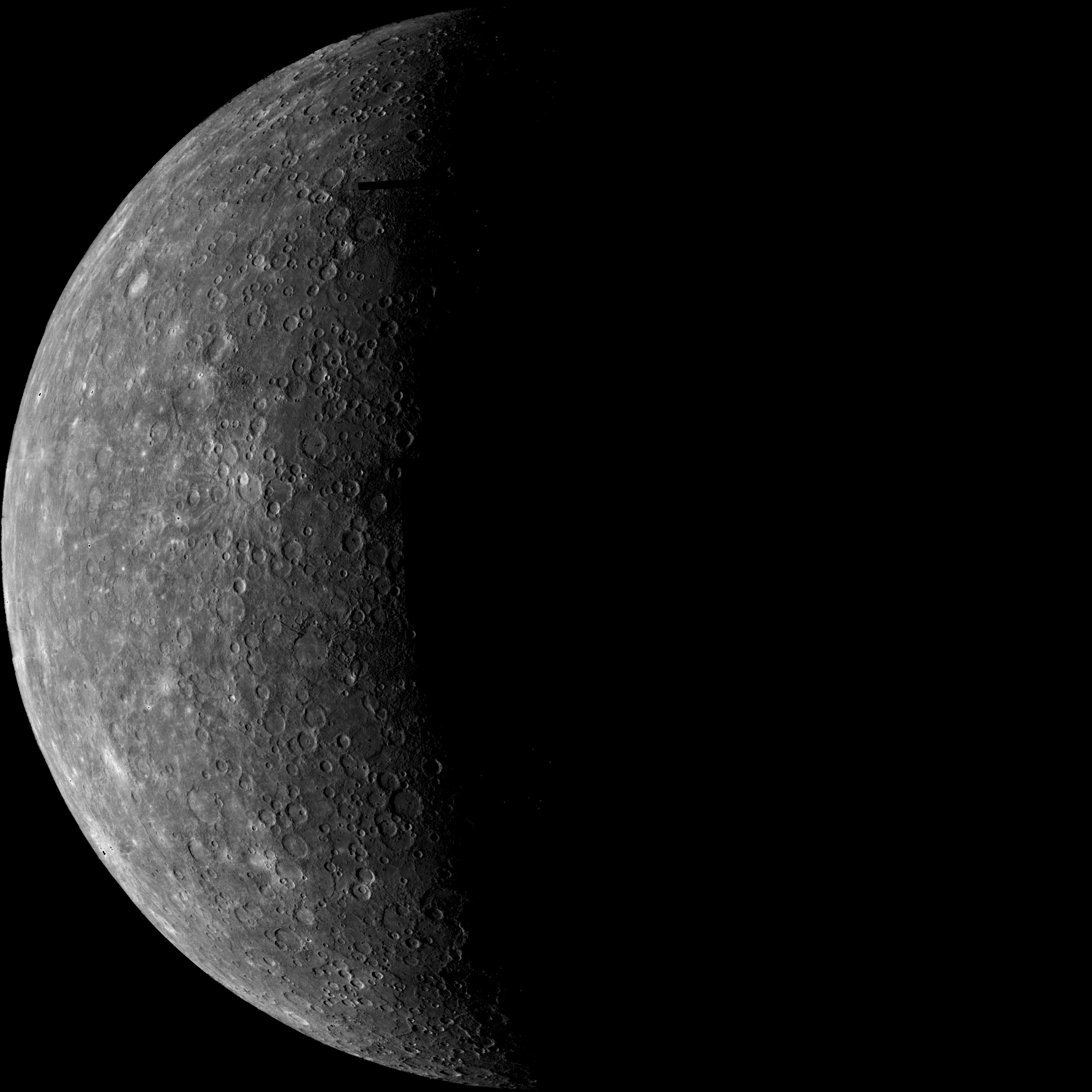
Меркурий

#### Планеты земной группы

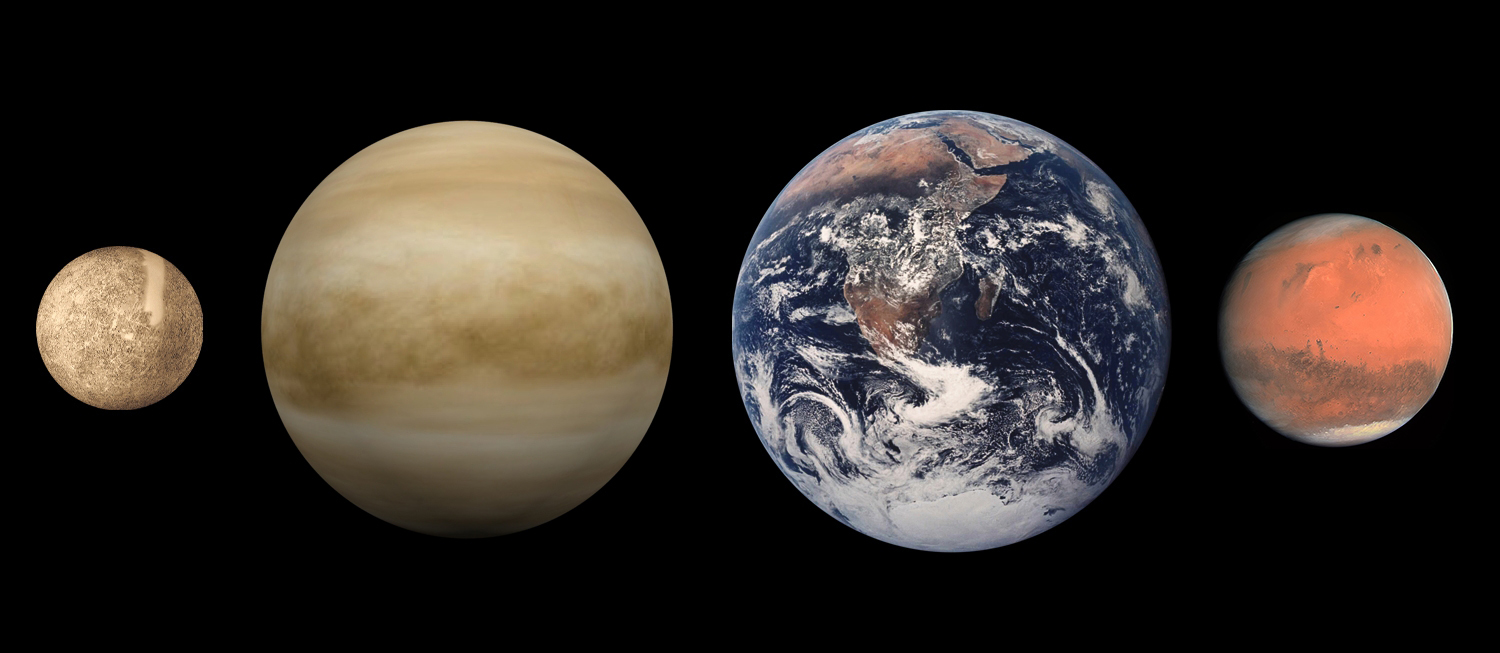
Планеты земной группы. Слева направо: Меркурий, Венера, Земля и Марс (размеры в масштабе, межпланетные расстояния — нет)

Четыре ближайшие к Солнцу планеты, называемые планетами земной группы, состоят преимущественно из тяжёлых элементов, имеют малое количество (0—2) спутников, у них отсутствуют кольца. В значительной степени они состоят из тугоплавких минералов, таких как силикаты, которые формируют их мантию и кору, и металлов, таких как железо и никель, которые формируют их ядро. У трёх из этих планет — Венеры, Земли и Марса — имеется атмосфера; у всех есть ударные кратеры и тектонические детали рельефа, такие как рифтовые впадины и вулканы.

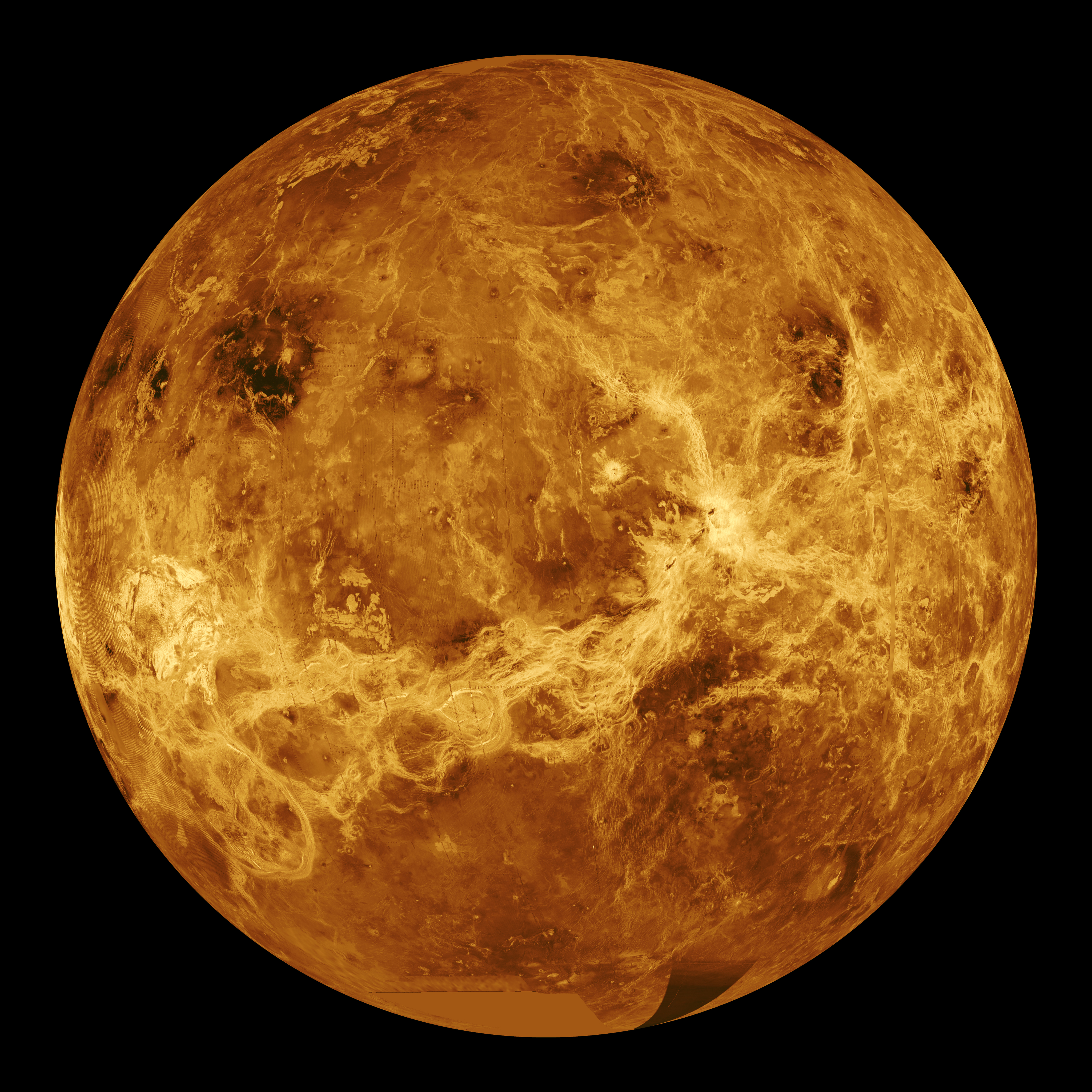
Венера

##### Меркурий
Меркурий (0,4 а.е. от Солнца) является ближайшей планетой к Солнцу и наименьшей планетой системы (0,055 массы Земли). У планеты нет спутников. Характерными деталями рельефа его поверхности, помимо ударных кратеров, являются многочисленные лопастевидные уступы, простирающиеся на сотни километров. Считается, что они возникли в результате приливных деформаций на раннем этапе истории планеты во время, когда периоды обращения Меркурия вокруг оси и вокруг Солнца не вошли в резонанс. Меркурий имеет крайне разреженную атмосферу, она состоит из атомов, «выбитых» с поверхности планеты солнечным ветром. Относительно большое железное ядро Меркурия и его тонкая кора ещё не получили удовлетворительного объяснения. Имеется гипотеза, предполагающая, что внешние слои планеты, состоящие из лёгких элементов, были сорваны в результате гигантского столкновения, в результате которого размеры планеты уменьшились. Альтернативно излучение молодого Солнца могло помешать полной аккреции вещества.

##### Венера
Венера близка по размеру к Земле (0,815 земной массы) и, как и Земля, имеет толстую силикатную оболочку вокруг железного ядра и атмосферу (из-за этого Венеру нередко называют «сестрой» Земли). Имеются также свидетельства её внутренней геологической активности. Однако количество воды на Венере гораздо меньше земного, а её атмосфера в 90 раз плотнее. У Венеры нет спутников. Это самая горячая планета нашей системы, температура её поверхности превышает 400 °C. Наиболее вероятной причиной столь высокой температуры является парниковый эффект, возникающий из-за плотной атмосферы, богатой углекислым газом. Явных признаков современной геологической активности на Венере не обнаружено, но, так как у неё нет магнитного поля, которое предотвратило бы истощение её плотной атмосферы, это позволяет допустить, что её атмосфера регулярно пополняется вулканическими извержениями.

##### Земля

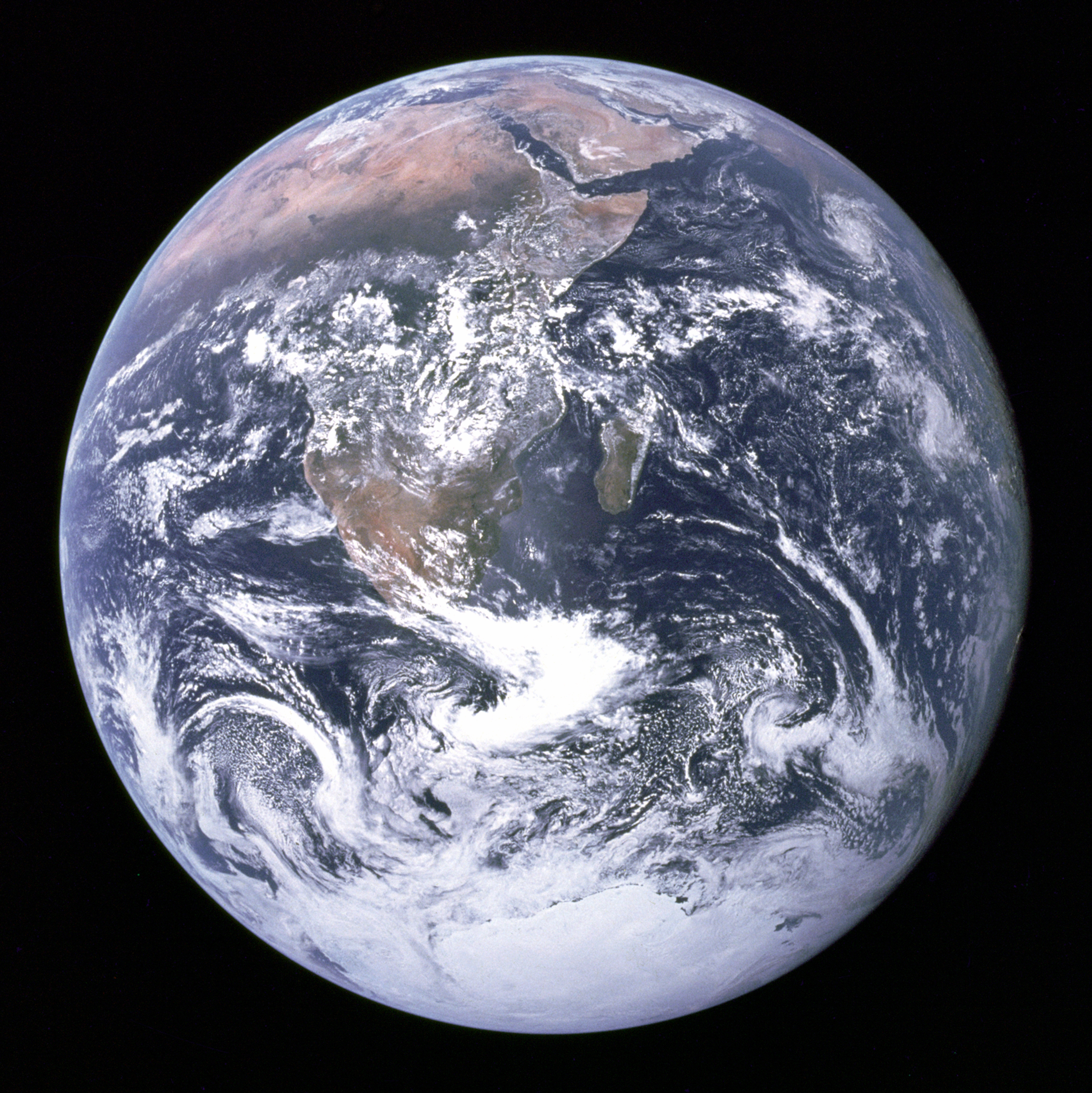
Земля

Земля является крупнейшей и самой плотной из планет земной группы. У Земли наблюдается тектоника плит. Вопрос о наличии жизни где-либо, кроме Земли, остаётся открытым. Среди планет земной группы Земля является уникальной (прежде всего, за счёт гидросферы). Атмосфера Земли радикально отличается от атмосфер других планет — она содержит свободный кислород. У Земли есть один естественный спутник — Луна, единственный большой спутник планет земной группы Солнечной системы.

##### Марс

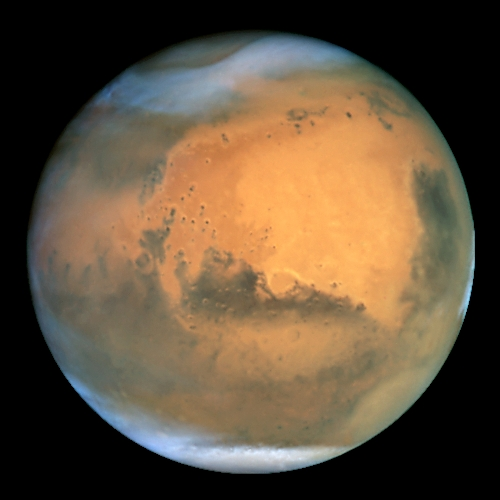
Марс

Марс меньше Земли и Венеры (0,107 массы Земли). Он обладает атмосферой, состоящей главным образом из углекислого газа, с поверхностным давлением 6,1 мбар (0,6 % от земного). На его поверхности есть вулканы, самый большой из которых, Олимп, превышает размерами любой земной вулкан, достигая высоты 21,2 км. Рифтовые впадины (долины Маринер) наряду с вулканами свидетельствуют о былой геологической активности, которая, по некоторым данным, продолжалась даже в течение последних 2 млн лет. Красный цвет поверхности Марса вызван большим количеством оксида железа в его грунте. У планеты есть два спутника — Фобос и Деймос. Предполагается, что они являются захваченными астероидами. На сегодняшний день (после Земли) Марс — самая подробно изученная планета Солнечной системы.

#### Пояс астероидов

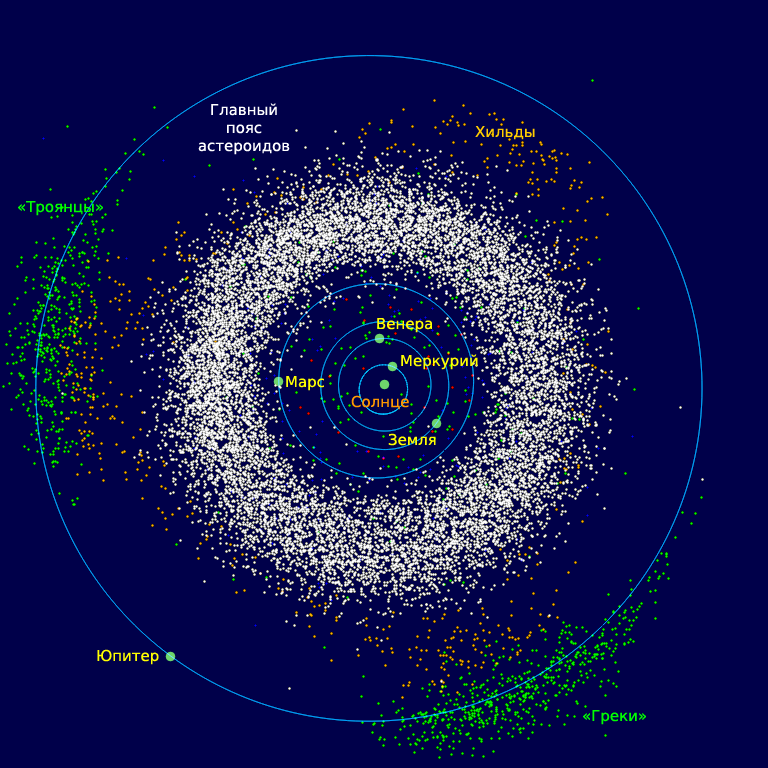
Пояс астероидов (белый цвет) и троянские астероиды (зелёный цвет)

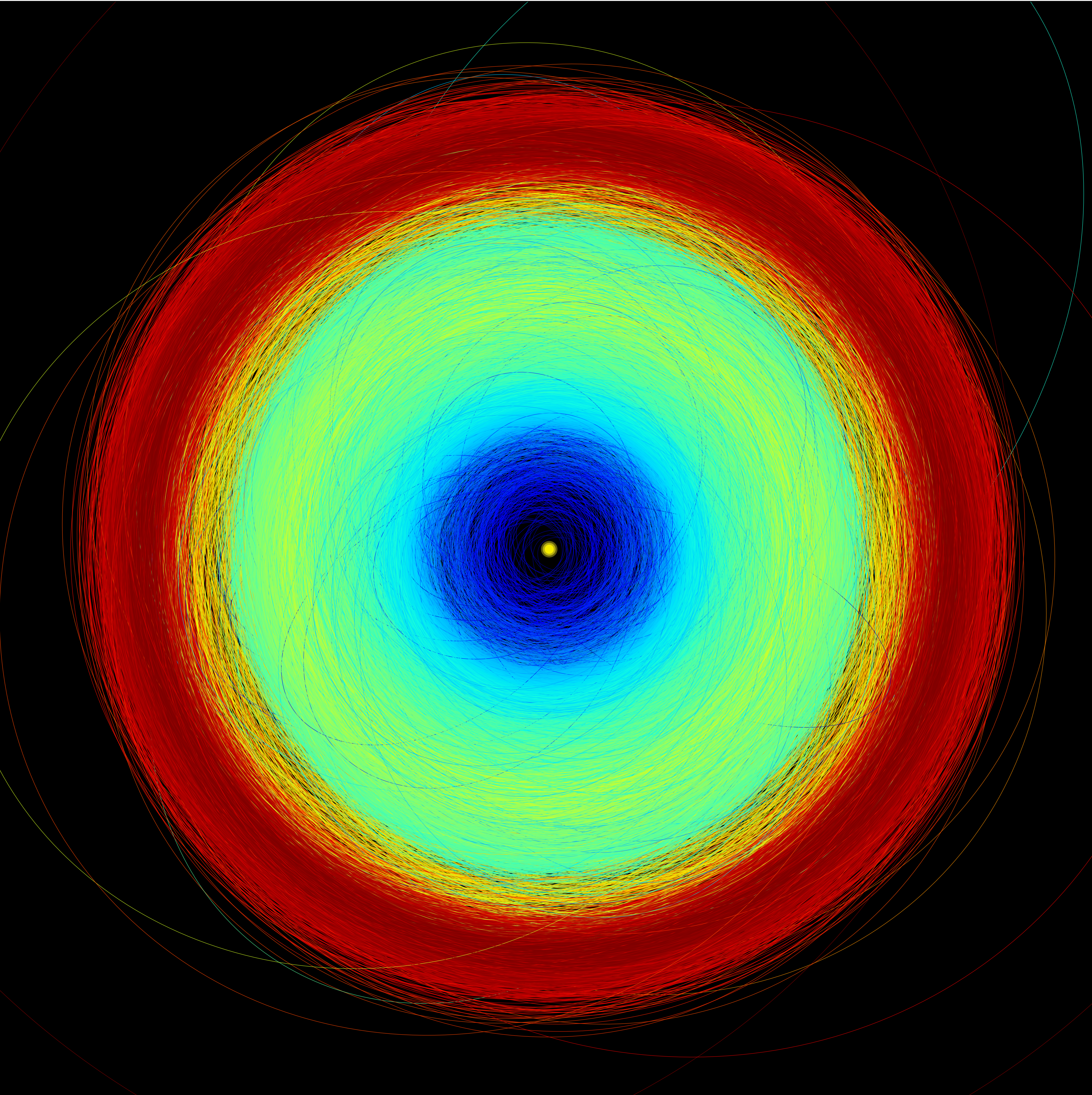
Орбиты более 150 000 астероидов по данным финальной версии третьего каталога (Data Release 3, Gaia DR3) Gaia, от внутренних частей Солнечной системы до троянских астероидов на расстоянии Юпитера, с разными цветовыми кодами. Жёлтый круг в центре представляет Солнце. Синий представляет внутреннюю часть Солнечной системы, где находятся околоземные астероиды, пересекающие Марс и планеты земной группы. Главный пояс между Марсом и Юпитером окрашен в зелёный цвет. Трояны Юпитера красные

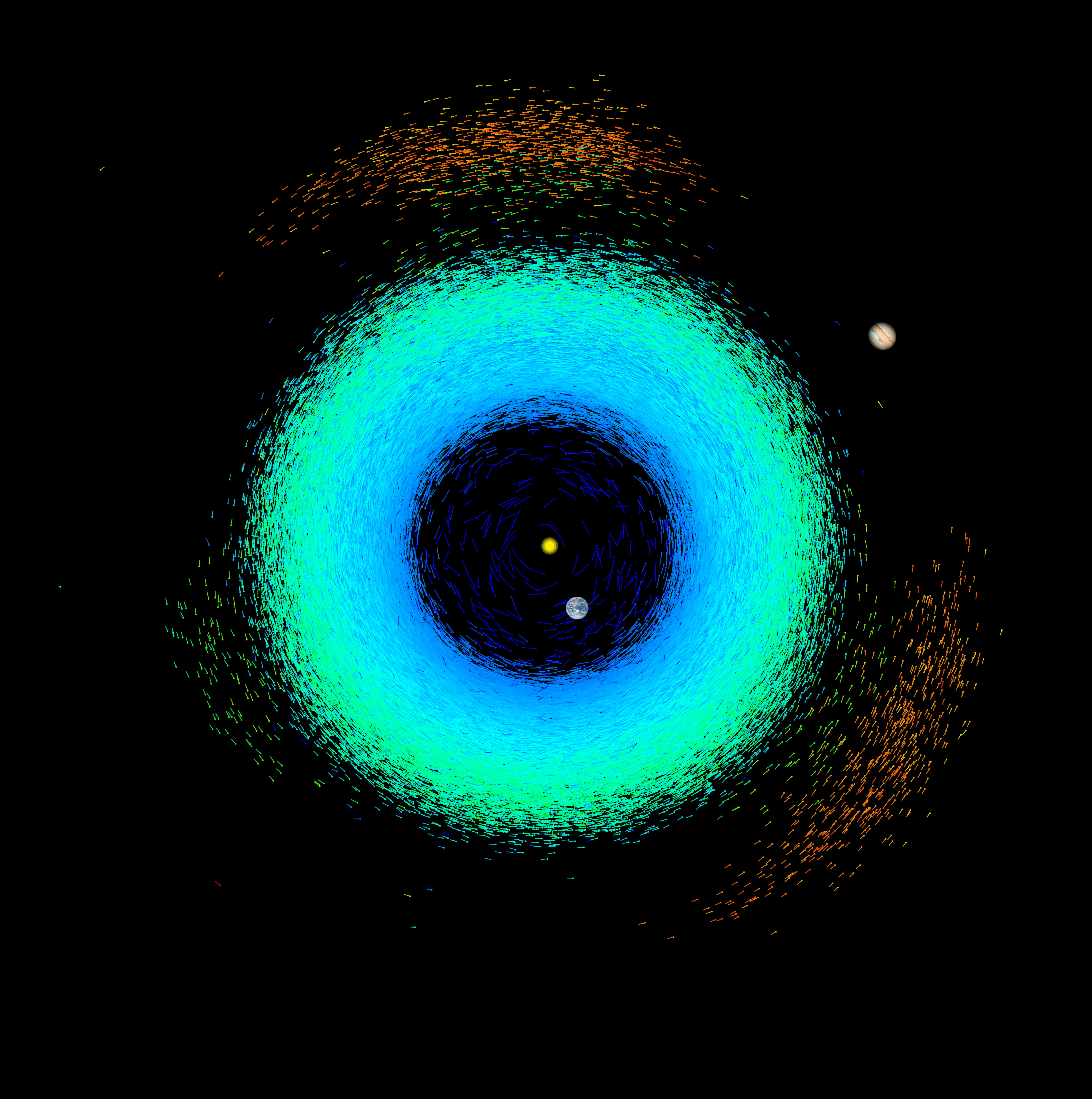
Нанесено положение каждого астероида на 13 июня 2022 года. Каждый астероид представляет собой сегмент, представляющий его движение за 10 дней. Внутренние тела движутся быстрее вокруг Солнца (жёлтый кружок в центре). Синий представляет внутреннюю часть Солнечной системы, где находятся околоземные астероиды, пересекающие Марс и планеты земной группы. Главный пояс между Марсом и Юптером окрашен в зелёный цвет. Два оранжевых «облака» соответствуют троянским астероидам Юпитера

Астероиды — самые распространённые малые тела Солнечной системы.
Пояс астероидов занимает орбиту между Марсом и Юпитером, между 2,3 и 3,3 а.е. от Солнца. Выдвигались, но в итоге не были подтверждены гипотезы о существовании планеты между Марсом и Юпитером (например, гипотетической планеты Фаэтон), которая на ранних этапах формирования Солнечной системы разрушилась так, что её осколки стали астероидами, сформировавшими пояс астероидов. Согласно современным воззрениям, астероиды — это остатки формирования Солнечной системы (планетозималей), которые были не в состоянии объединиться в крупное тело из-за гравитационных возмущений Юпитера.
Размеры астероидов варьируются от нескольких метров до сотен километров. Все астероиды классифицированы как малые тела Солнечной системы, но некоторые тела, в настоящее время классифицированные как астероиды, например, Веста и Гигея, могут быть переклассифицированы как карликовые планеты, если будет показано, что они поддерживают гидростатическое равновесие.
Пояс содержит десятки тысяч, возможно, миллионы объектов больше одного километра в диаметре. Несмотря на это, общая масса астероидов пояса вряд ли больше одной тысячной массы Земли. Небесные тела с диаметрами от 100 мкм до 10 м называют метеороидами. Частицы ещё меньше считаются космической пылью.

##### Группы астероидов
Астероиды объединяют в группы и семейства на основе характеристик их орбит. Спутники астероидов — астероиды, обращающиеся по орбите вокруг других астероидов. Они не так ясно определяются как спутники планет, будучи иногда почти столь же большими, как их компаньон. Пояс астероидов также содержит кометы основного пояса астероидов, которые, возможно, были источником воды на Земле.
Троянские астероиды расположены в точках Лагранжа L4 и L5 Юпитера (гравитационно устойчивые регионы влияния планеты, перемещающиеся совместно с ней по её орбите); термин «троянцы» также используется для астероидов, находящихся в точках Лагранжа любых других планет или спутников (кроме троянцев Юпитера, известны троянцы Земли, Марса, Урана и Нептуна). Астероиды семейства Хильды находятся в резонансе с Юпитером 2:3, то есть делают три оборота вокруг Солнца за время двух полных оборотов Юпитера.

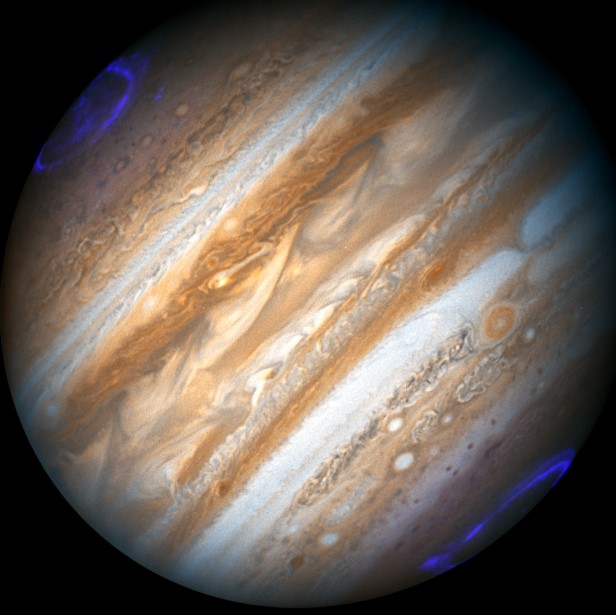
Юпитер

Также во внутренней Солнечной системе имеются группы астероидов с орбитами, расположенными от Меркурия до Марса. Орбиты многих из них пересекают орбиты внутренних планет.

##### Церера
Церера (2,77 а.е.) — карликовая планета и крупнейшее тело пояса астероидов. Церера имеет диаметр немногим менее 1000 км и достаточную массу, чтобы под действием собственной гравитации поддерживать сферическую форму. После открытия Цереру классифицировали как планету, однако поскольку дальнейшие наблюдения привели к обнаружению поблизости от Цереры ряда астероидов, в 1850-х её отнесли к астероидам. Повторно она была классифицирована как карликовая планета в 2006 году.

### Внешняя область Солнечной системы
Внешняя область Солнечной системы является местом нахождения газовых гигантов и их спутников, а также транснептуновых объектов, астероидно-кометно-газовых пояса Койпера, Рассеянного диска и облака Оорта. Орбиты многих короткопериодических комет, а также астероидов-кентавров, также проходят в этой области. Твёрдые объекты этой области из-за их большего расстояния от Солнца, а значит, гораздо более низкой температуры, содержат льды воды, аммиака и метана. Есть гипотезы о существовании во внешней области планеты Тюхе и, возможно, каких-либо других «Планет X», а также звезды-спутника Солнца Немезиды.

#### Планеты-гиганты

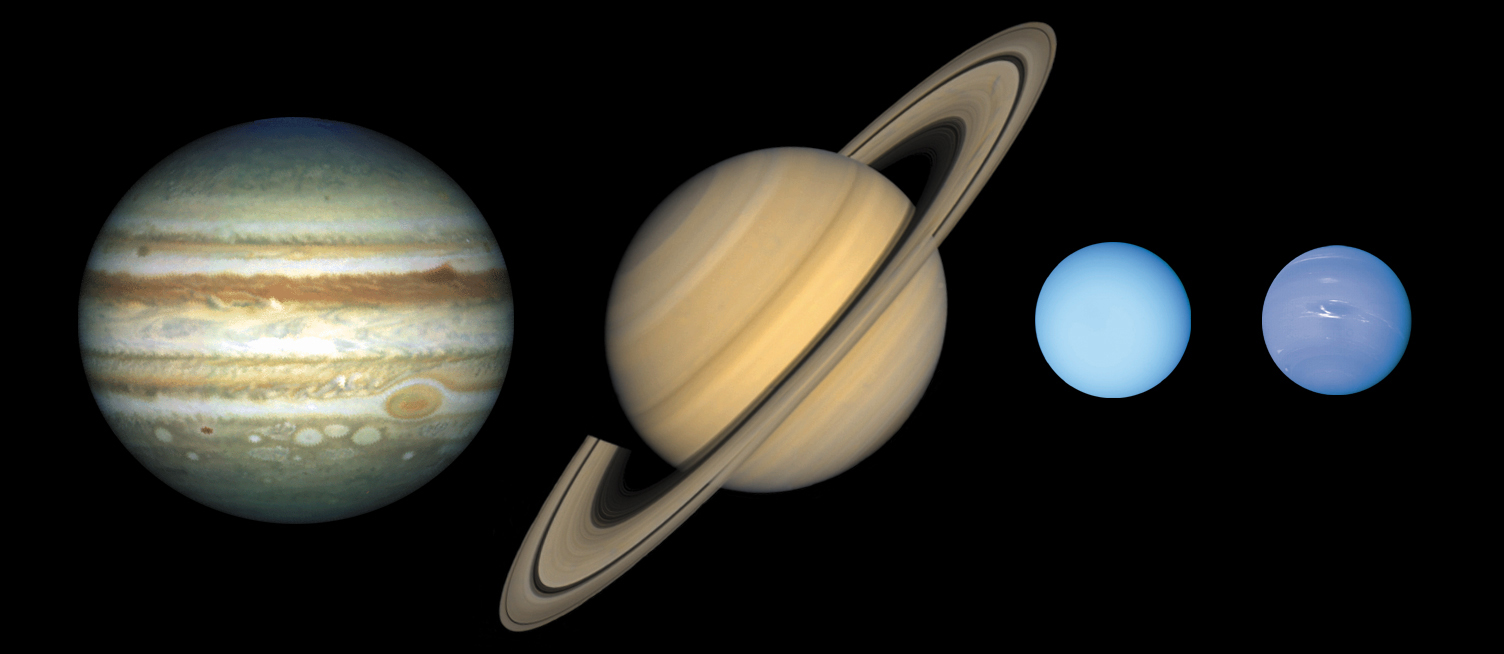
Планеты-гиганты. Слева направо: Юпитер, Сатурн, Уран и Нептун (размеры в масштабе, межпланетные расстояния — нет)

Четыре планеты-гиганта, также называемые газовыми гигантами, все вместе содержат 99 % массы вещества, обращающегося на орбитах вокруг Солнца. Юпитер и Сатурн преимущественно состоят из водорода и гелия; Уран и Нептун обладают бо́льшим содержанием льда в их составе. Некоторые астрономы из-за этого классифицируют их в собственной категории — «ледяные гиганты». У всех четырёх планет-гигантов имеются кольца, хотя только кольцевая система Сатурна легко наблюдается с Земли.

##### Юпитер
Юпитер обладает массой в 318 раз больше земной, и в 2,5 раза массивнее всех остальных планет, вместе взятых. Он состоит главным образом из водорода и гелия. Высокая внутренняя температура Юпитера вызывает множество полупостоянных вихревых структур в его атмосфере, таких как полосы облаков и Большое красное пятно.
У Юпитера имеется 95 спутников. Четыре крупнейших — Ганимед, Каллисто, Ио и Европа — схожи с планетами земной группы такими явлениями, как вулканическая активность и внутренний нагрев. Ганимед, крупнейший спутник в Солнечной системе, превосходит по размеру Меркурий.

##### Сатурн
Сатурн, известный своей обширной системой колец, имеет несколько схожие с Юпитером структуру атмосферы и магнитосферы. Хотя объём Сатурна составляет 60 % юпитерианского, масса (95 масс Земли) — меньше трети юпитерианской; таким образом, Сатурн — наименее плотная планета Солнечной системы (его средняя плотность меньше плотности воды и даже бензина).
У Сатурна имеется 146 подтверждённых спутников; два из них — Титан и Энцелад — проявляют признаки геологической активности. Активность эта, однако, не схожа с земной, поскольку в значительной степени обусловлена активностью льда. Титан, превосходящий размерами Меркурий, — единственный спутник в Солнечной системе с плотной атмосферой.

##### Уран
Уран имеет массу в 14 раз больше, чем Земля, являясь самым лёгким среди планет-гигантов. Уникальным среди других планет его делает то, что он вращается «лёжа на боку»: плоскость экватора Урана наклонена к плоскости его орбиты примерно на 98°. Если другие планеты можно сравнить с вращающимися волчками, то Уран больше похож на катящийся шар. Он имеет намного более холодное ядро, чем другие газовые гиганты, и излучает в космос очень мало тепла.
У Урана открыты 27 спутников; крупнейшие — Титания, Оберон, Умбриэль, Ариэль и Миранда.

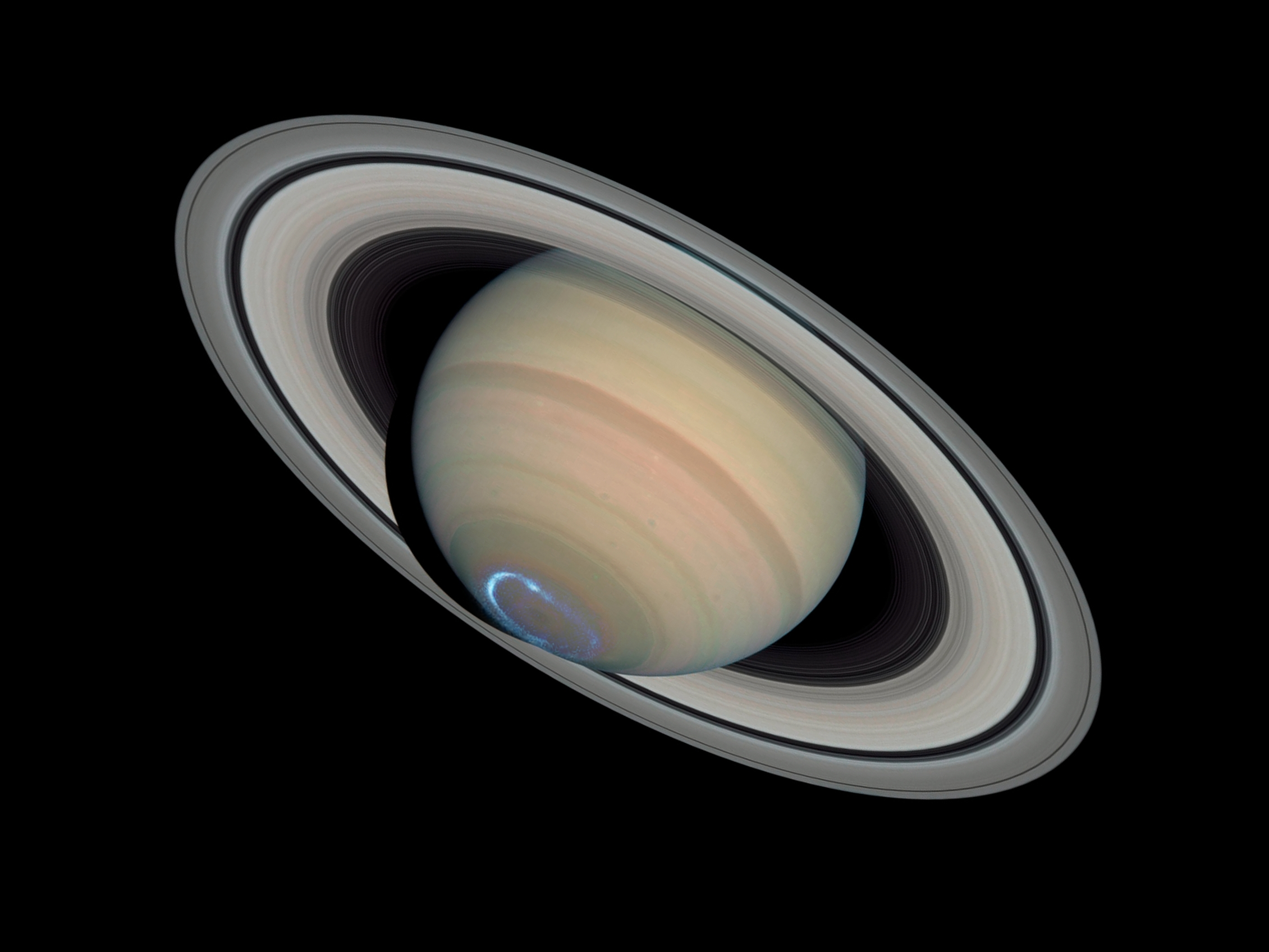
Сатурн

##### Нептун
Нептун, хотя и немного меньше Урана, более массивен (17 масс Земли) и поэтому более плотный. Он излучает больше внутреннего тепла, но не так много, как Юпитер или Сатурн.
У Нептуна имеется 14 известных спутников. Крупнейший — Тритон, является геологически активным, с гейзерами жидкого азота. Тритон — единственный крупный спутник, движущийся в обратном направлении. Также Нептун сопровождается астероидами, называемыми троянцы Нептуна, которые находятся с ним в резонансе 1:1.

##### Девятая планета
20 января 2016 года астрономы из Калифорнийского технологического института Майкл Браун и Константин Батыгин объявили о возможной девятой планете на окраине Солнечной системы, за пределами орбиты Плутона. Планета примерно в десять раз массивнее, чем Земля, удалена от Солнца примерно в 20 раз дальше, чем Нептун (90 миллиардов километров), и делает оборот вокруг Солнца за 10 000—20 000 лет. По мнению Майкла Брауна, вероятность того, что эта планета реально существует, «возможно, 90 %». Пока учёные называют эту гипотетическую планету просто «Девятая планета» (англ. Planet Nine).

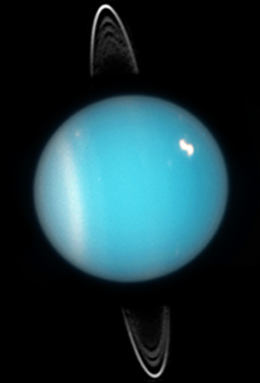
Уран

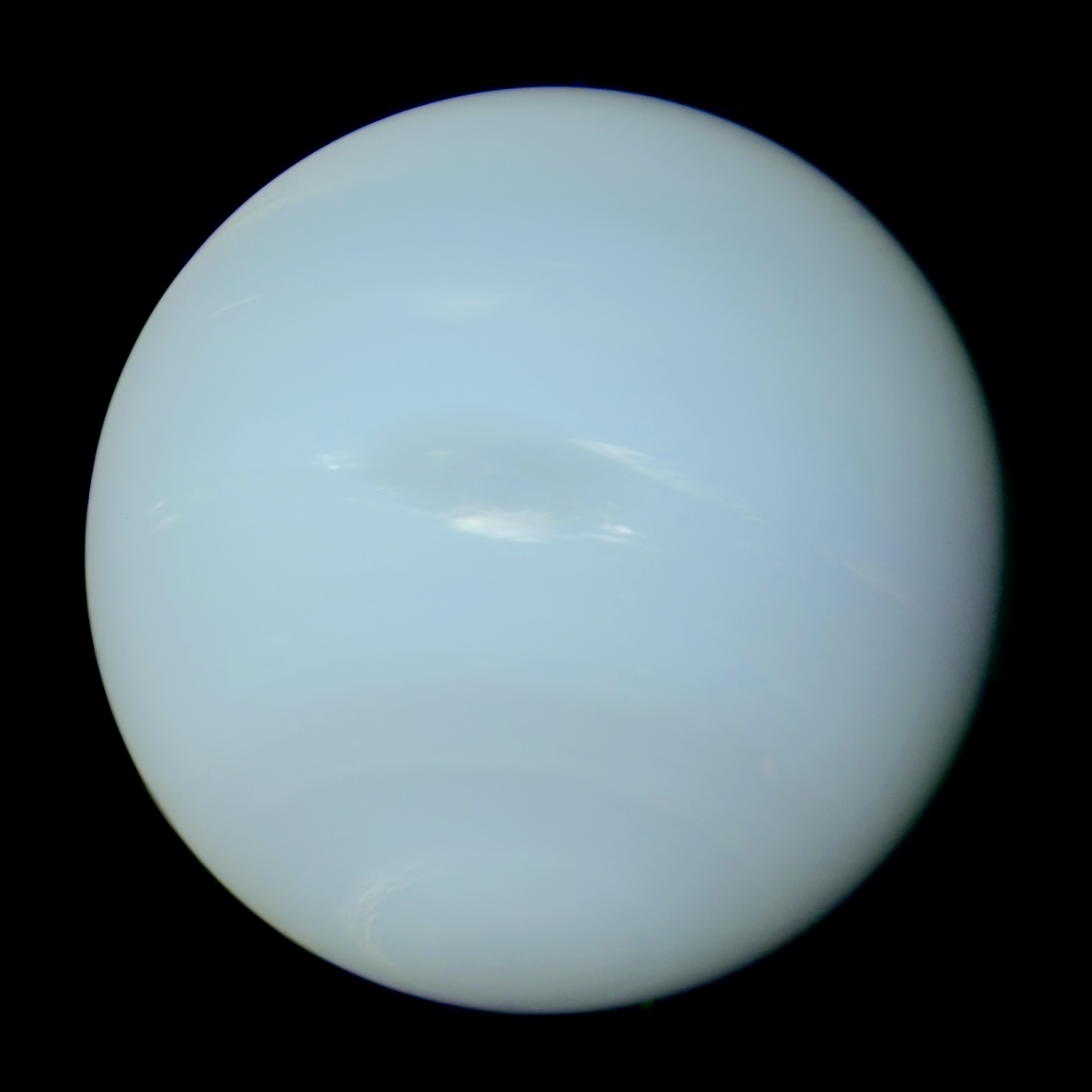
Нептун

#### Кометы

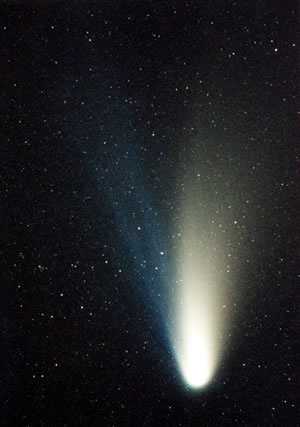
Комета Хейла — Боппа

Кометы — малые тела Солнечной системы, обычно размером всего в несколько километров, состоящие главным образом из летучих веществ (льдов). Их орбиты имеют большой эксцентриситет, как правило, с перигелием в пределах орбит внутренних планет и афелием далеко за Плутоном. Когда комета входит во внутреннюю область Солнечной системы и приближается к Солнцу, её ледяная поверхность начинает испаряться и ионизироваться, создавая кому — длинное облако из газа и пыли, часто видимое с Земли невооружённым глазом.
Короткопериодические кометы имеют период меньше 200 лет. Период же долгопериодических комет может равняться тысячам лет. Полагают, что источником короткопериодических служит пояс Койпера, в то время как источником долгопериодических комет, таких как комета Хейла — Боппа, считается облако Оорта. Многие семейства комет, такие как Околосолнечные кометы Крейца, образовались в результате распада одного тела. Некоторые кометы с гиперболическими орбитами могут быть из-за пределов Солнечной системы, но определение их точных орбит затруднено. Старые кометы, у которых большая часть их летучих веществ уже испарилась, часто классифицируют как астероиды.

#### Кентавры
Кентавры — ледяные кометоподобные объекты с большой полуосью орбиты, большей, чем у Юпитера (5,5 а.е.), и меньшей, чем у Нептуна (30 а.е.). У крупнейшего из известных кентавров, Харикло, диаметр приблизительно равен 250 км. Первый обнаруженный кентавр, Хирон, также классифицирован как комета (95P), из-за того что по мере приближения к Солнцу у него возникает кома, как и у комет.

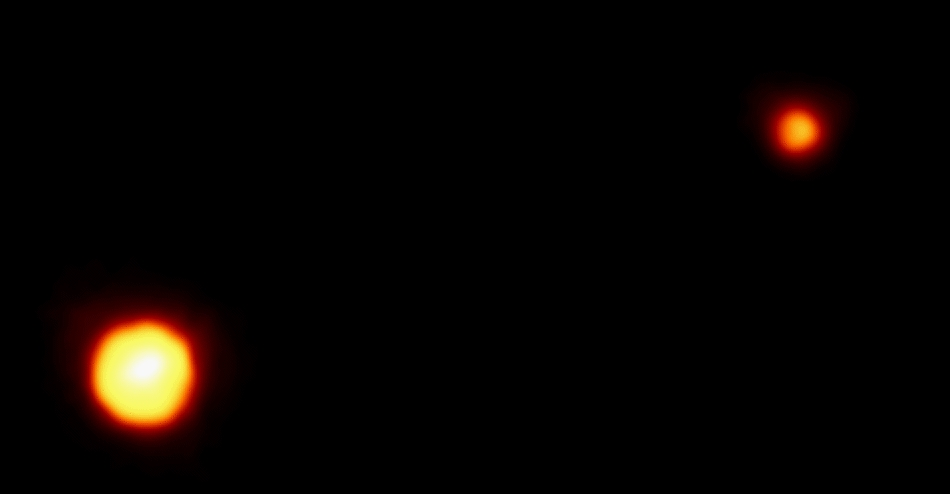
Плутон и Харон

#### Транснептуновые объекты
Пространство за Нептуном, или «регион транснептуновых объектов», всё ещё в значительной степени не исследовано. Предположительно, оно содержит только малые тела, состоящие главным образом из камней и льда. Этот регион иногда также включают во «внешнюю Солнечную систему», хотя чаще этот термин используют, чтобы обозначать пространство за поясом астероидов и до орбиты Нептуна.

##### Пояс Койпера

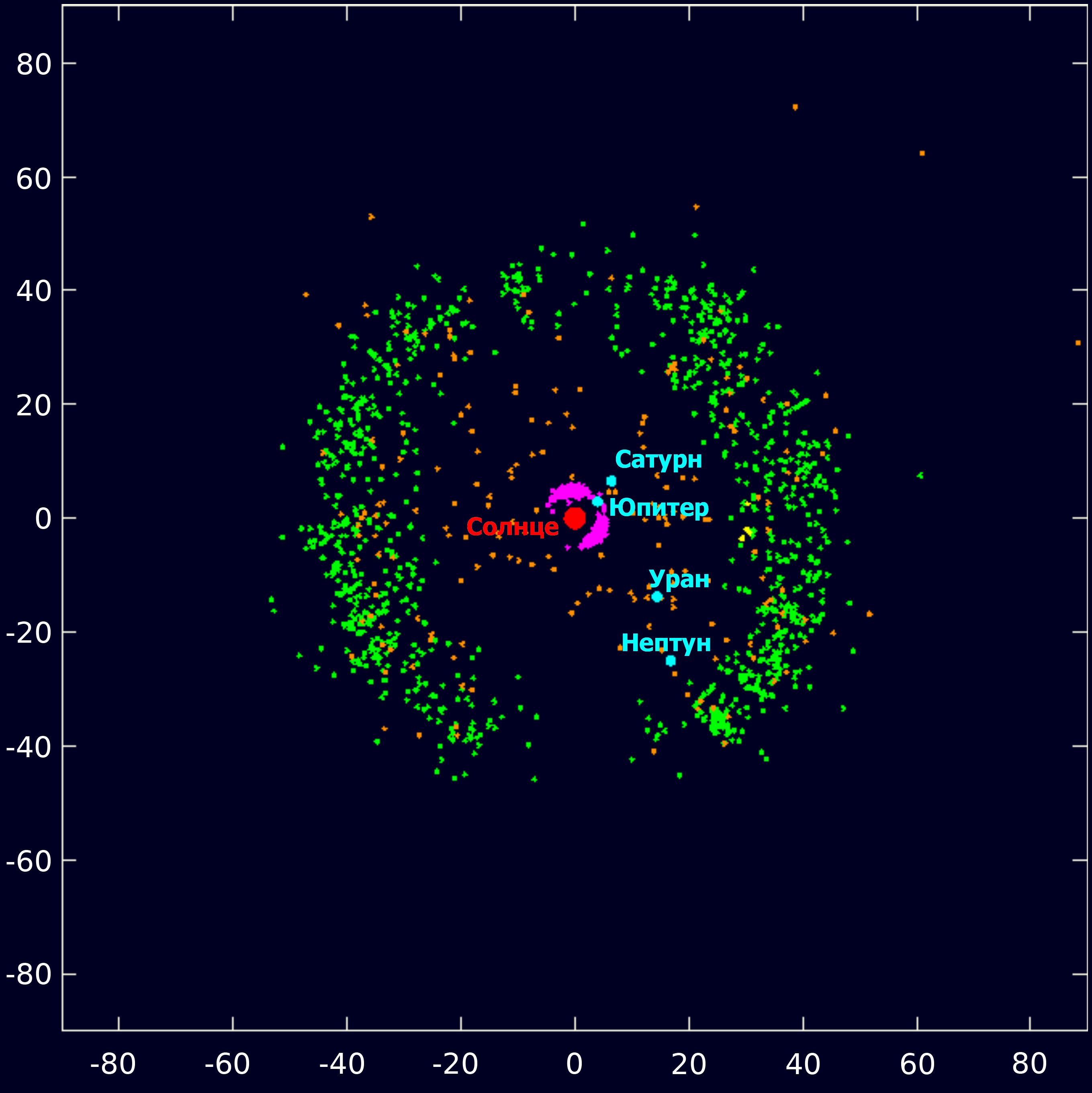
Известные объекты пояса Койпера (зелёные), показанные относительно четырёх внешних планет. Масштаб показан в астрономических единицах. Тёмный участок внизу картинки — область, расположенная для земного наблюдателя на фоне Млечного Пути, яркость звёзд которого не позволяет различить тусклые объекты

Пояс Койпера — область реликтов времён образования Солнечной системы, является большим поясом осколков, подобным поясу астероидов, но состоит в основном изо льда. Простирается между 30 и 55 а.е. от Солнца. Составлен главным образом малыми телами Солнечной системы, но многие из крупнейших объектов пояса Койпера, такие как Квавар, Варуна и Орк, могут быть переклассифицированы в карликовые планеты после уточнения их параметров. По оценкам, более 100 000 объектов пояса Койпера имеют диаметр больше 50 км, но полная масса пояса равна только одной десятой или даже одной сотой массы Земли. Многие объекты пояса обладают множественными спутниками, и у большинства объектов орбиты располагаются вне плоскости эклиптики.
Пояс Койпера может быть примерно разделён на «классические» и резонансные объекты (главным образом плутино). Резонансные объекты находятся в орбитальном резонансе с Нептуном (например, совершая два оборота на каждые три оборота Нептуна, или один на каждые два). Ближайшие к Солнцу резонансные объекты могут пересекать орбиту Нептуна. Классические объекты пояса Койпера не находятся с Нептуном в орбитальном резонансе и располагаются на расстоянии примерно от 39,4 до 47,7 а.е. от Солнца. Элементы классического пояса Койпера классифицированы как кьюбивано, от индекса первого обнаруженного объекта — (15760) 1992 QB1 («QB1» произносится как «кью-би-ван»); и имеют близкие к круговым орбиты с малым углом наклона к эклиптике.

###### Плутон
Плутон — карликовая планета, крупнейший известный объект пояса Койпера. После обнаружения в 1930 году считался девятой планетой; положение изменилось в 2006 году с принятием формального определения планеты. У Плутона умеренный эксцентриситет орбиты с наклонением в 17 градусов к плоскости эклиптики, и он то приближается к Солнцу на расстояние 29,6 а.е., оказываясь к нему ближе Нептуна, то удаляется на 49,3 а.е.
Неясна ситуация с крупнейшим спутником Плутона — Хароном: продолжит ли он классифицироваться как спутник Плутона или будет переклассифицирован в карликовую планету. Поскольку центр масс системы Плутон — Харон находится вне их поверхностей, они могут рассматриваться в качестве двойной планетной системы. Четыре меньших спутника — Никта, Гидра, Кербер и Стикс — обращаются вокруг Плутона и Харона.
Плутон находится с Нептуном в орбитальном резонансе 3:2 — на каждые три оборота Нептуна вокруг Солнца приходится два оборота Плутона, весь цикл занимает 500 лет. Объекты пояса Койпера, чьи орбиты обладают таким же резонансом, называют плутино.

###### Хаумеа
Хаумеа — карликовая планета. Имеет сильно вытянутую форму и период вращения вокруг своей оси около 4 часов. Два спутника и ещё по крайней мере восемь транснептуновых объектов являются частью семейства Хаумеа, которое сформировалась миллиарды лет назад из ледяных осколков, после того как большое столкновение разрушило ледяную мантию Хаумеа. Орбита карликовой планеты обладает большим наклонением — 28°.

###### Макемаке
Макемаке — первоначально обозначался как 2005 FY9, в 2008 году получил имя и был объявлен карликовой планетой. В настоящее время является вторым по видимой яркости в поясе Койпера после Плутона. Крупнейший из известных классических объектов пояса Койпера (не находящихся в подтверждённом резонансе с Нептуном). Имеет диаметр от 50 до 75 % диаметра Плутона, орбита наклонена на 29°, эксцентриситет около 0,16. У Макемаке открыт один спутник: S/2015 (136472) 1.

##### Рассеянный диск
Рассеянный диск частично перекрывается с поясом Койпера, но простирается намного далее за его пределы и, как предполагают, является источником короткопериодических комет. Предполагают, что объекты рассеянного диска были выброшены на беспорядочные орбиты гравитационным влиянием Нептуна в период его миграции на ранней стадии формирования Солнечной системы: одна из концепций базируется на предположении о том, что Нептун и Уран сформировались ближе к Солнцу, чем они есть сейчас, а затем переместились на свои современные орбиты. Многие объекты рассеянного диска (SDO) имеют перигелий в пределах пояса Койпера, но их афелий может простираться до 150 а.е. от Солнца. Орбиты объектов также весьма наклонены к плоскости эклиптики и часто почти перпендикулярны ей. Некоторые астрономы полагают, что рассеянный диск — это область пояса Койпера, и описывают объекты рассеянного диска как «рассеянные объекты пояса Койпера». Некоторые же астрономы также классифицируют кентавры как рассеянные внутрь объекты пояса Койпера, наряду с рассеянными наружу объектами рассеянного диска.

###### Эрида
Эрида (68 а.е. в среднем) — крупнейший известный объект рассеянного диска. Так как её диаметр первоначально был оценён в 2400 км, то есть по крайней мере на 5 % больше, чем у Плутона, то её открытие породило споры о том, что именно следует называть планетой. Она является одной из крупнейших известных карликовых планет. У Эриды имеется один спутник — Дисномия. Как и у Плутона, её орбита является чрезвычайно вытянутой, с перигелием 38,2 а.е. (примерное расстояние Плутона от Солнца) и афелием 97,6 а.е.; и орбита сильно (44,177°) наклонена к плоскости эклиптики.

###### Farout (Далёкий)
Farout (Далёкий) — транснептуновый объект, расположенный на расстоянии 120 а.е. от Солнца. Открыт в ноябре 2018 года американскими астрономами под руководством доктора Скотта Шеппарда из Научного института Карнеги. Является одним из самых дальних известных объектов Солнечной системы. Farout намного меньше Плутона: его диаметр — около 500 км. Обладает достаточной массой, чтобы сила гравитации придала объекту сферическую форму. Все это позволяет претендовать Далёкому на звание карликовой планеты.

### Отдалённые области
Вопрос о том, где именно заканчивается Солнечная система и начинается межзвёздное пространство, неоднозначен. Ключевыми в их определении принимают два фактора: солнечный ветер и солнечное тяготение. Внешняя граница солнечного ветра — гелиопауза, за ней солнечный ветер и межзвёздное вещество смешиваются, взаимно растворяясь. Гелиопауза находится примерно в четыре раза дальше Плутона и считается началом межзвёздной среды. Однако предполагают, что область, в которой гравитация Солнца преобладает над галактической — сфера Хилла, простирается в тысячу раз дальше.

#### Гелиосфера
Межзвёздная среда в окрестностях Солнечной системы неоднородна. Наблюдения показывают, что Солнце движется со скоростью около 25 км/с сквозь Местное межзвёздное облако и может покинуть его в течение следующих 10 тысяч лет. Большую роль во взаимодействии Солнечной системы с межзвёздным веществом играет солнечный ветер.
Наша планетная система существует в крайне разреженной «атмосфере» солнечного ветра — потока заряженных частиц (в основном водородной и гелиевой плазмы), с огромной скоростью истекающих из солнечной короны. Средняя скорость солнечного ветра, наблюдаемая на Земле, составляет 450 км/с. Эта скорость превышает скорость распространения магнитогидродинамических волн, поэтому при взаимодействии с препятствиями плазма солнечного ветра ведёт себя аналогично сверхзвуковому потоку газа. По мере удаления от Солнца, плотность солнечного ветра ослабевает, и наступает момент, когда он оказывается более не в состоянии сдерживать давление межзвёздного вещества. В процессе столкновения образуется несколько переходных областей.
Сначала солнечный ветер тормозится, становится более плотным, тёплым и турбулентным. Момент этого перехода называется границей ударной волны (англ. termination shock) и находится на расстоянии около 85—95 а.е. от Солнца (по данным, полученным с космических станций «Вояджер-1» и «Вояджер-2», которые пересекли эту границу в декабре 2004 года и августе 2007).
Ещё приблизительно через 40 а.е. солнечный ветер сталкивается с межзвёздным веществом и окончательно останавливается. Эта граница, отделяющая межзвёздную среду от вещества Солнечной системы, называется гелиопаузой. По форме она похожа на пузырь, вытянутый в противоположную движению Солнца сторону. Область пространства, ограниченная гелиопаузой, называется гелиосферой.
Согласно данным аппаратов «Вояджер», ударная волна с южной стороны оказалась ближе, чем с северной (73 и 85 астрономических единиц соответственно). Точные причины этого пока неизвестны; согласно первым предположениям, асимметричность гелиопаузы может быть вызвана действием сверхслабых магнитных полей в межзвёздном пространстве Галактики.
По другую сторону гелиопаузы, на расстоянии порядка 230 а.е. от Солнца, вдоль головной ударной волны (bow shock) происходит торможение с космических скоростей налетающего на Солнечную систему межзвёздного вещества.
Ни один космический корабль ещё не вышел из гелиопаузы, таким образом, невозможно знать наверняка условия в местном межзвёздном облаке. Ожидается, что «Вояджеры» пройдут гелиопаузу приблизительно между 2014 и 2027 годами и передадут ценные данные относительно уровней излучения и солнечного ветра. Недостаточно ясно, насколько хорошо гелиосфера защищает Солнечную систему от космических лучей. Команда, финансируемая НАСА, разработала концепцию миссии «Vision Mission» — посылки зонда к границе гелиосферы.
В июне 2011 года было объявлено, что благодаря исследованиям «Вояджеров» стало известно, что магнитное поле на границе Солнечной системы имеет структуру, похожую на пену. Это происходит из-за того, что намагниченные материя и мелкие космические объекты образуют местные магнитные поля, которые можно сравнить с пузырями.

#### Облако Оорта

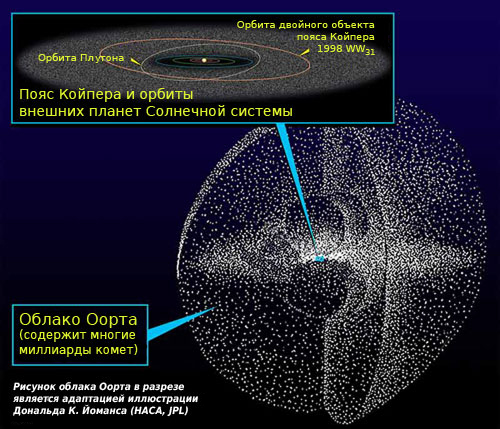
Рисунок, иллюстрирующий предполагаемый вид облака Оорта

Гипотетическое облако Оорта — сферическое облако ледяных объектов (вплоть до триллиона), служащее источником долгопериодических комет. Предполагаемое расстояние до внешних границ облака Оорта от Солнца составляет от 50 000 а.е. (приблизительно 0,75 светового года) до 100 000 а.е. (1,5 св. лет). Полагают, что составляющие облако объекты сформировались около Солнца и были рассеяны далеко в космос гравитационными эффектами планет-гигантов на раннем этапе развития Солнечной системы. Объекты облака Оорта перемещаются очень медленно и могут испытывать взаимодействия, нехарактерные для внутренних объектов системы: редкие столкновения друг с другом, гравитационное воздействие проходящей рядом звезды, действие галактических приливных сил. Есть также неподтверждённые гипотезы о существовании у внутренней границы облака Оорта (30 тыс. а.е.) планеты-газового гиганта Тюхе и, возможно, каких-либо других «Планет X» в облаке, в том числе согласно гипотезе о вытолкнутом пятом газовом гиганте.

##### Седна
Седна (525,86 а.е. в среднем) — большой, подобный Плутону, красноватый объект с гигантской, чрезвычайно вытянутой эллиптической орбитой, от приблизительно 76 а.е. в перигелии до 1000 а.е. в афелии и периодом в примерно 11 500 лет. Майкл Браун, который открыл Седну в 2003 году, утверждает, что она не может быть частью рассеянного диска или пояса Койпера, поскольку её перигелий слишком далёк, чтобы объясняться воздействием миграции Нептуна. Он и другие астрономы полагают, что этот объект является первым обнаруженным в полностью новой популяции, которая также может включать объект 2000 CR105 с перигелием 45 а.е., афелием 415 а.е. и орбитальным периодом 3420 лет. Браун называет эту популяцию «внутренним облаком Оорта», поскольку она, вероятно, сформировалась посредством процесса, подобного процессу формирования облака Оорта, хотя и намного ближе к Солнцу. Седна, весьма вероятно, могла бы быть признана карликовой планетой, если бы достоверно была определена её форма.

### Пограничные области
Большая часть нашей Солнечной системы всё ещё неизвестна. По оценкам, гравитационное поле Солнца преобладает над гравитационными силами окружающих звёзд на расстоянии приблизительно двух световых лет (125 000 а.е.). В сравнении, нижние оценки радиуса облака Оорта не размещают его дальше 50 000 а.е. Несмотря на открытия таких объектов, как Седна, всё ещё практически не исследованы ни область между поясом Койпера и облаком Оорта радиусом в десятки тысяч а.е., ни тем более само облако Оорта, ни то, что может находиться за ним. Существует неподтверждённая гипотеза о существовании в пограничной области (за внешними границами облака Оорта) звезды-спутника Солнца Немезиды.
Также продолжается изучение области между Меркурием и Солнцем в расчёте на обнаружение гипотетически возможных астероидов-вулканоидов, хотя выдвигавшаяся гипотеза о существовании там крупной планеты Вулкан была опровергнута.

## Сравнительная таблица основных параметров планет и карликовых планет
Все параметры ниже, кроме плотности, расстояния от Солнца и спутников, указаны в отношении к аналогичным данным Земли.
| Планета (карликовая планета) | Диаметр, относительно | Масса, относительно | Орбитальный радиус, а.е. | Период обращения, земных лет | Сутки, относительно | Плотность, кг/м³ | Спутники |

Расстояния планет от Солнца:
1) Меркурий
2) Венера
3) Земля
4) Марс
— Пояс астероидов —
5) Юпитер
6) Сатурн
7) Уран
8) Нептун
— Пояс Койпера

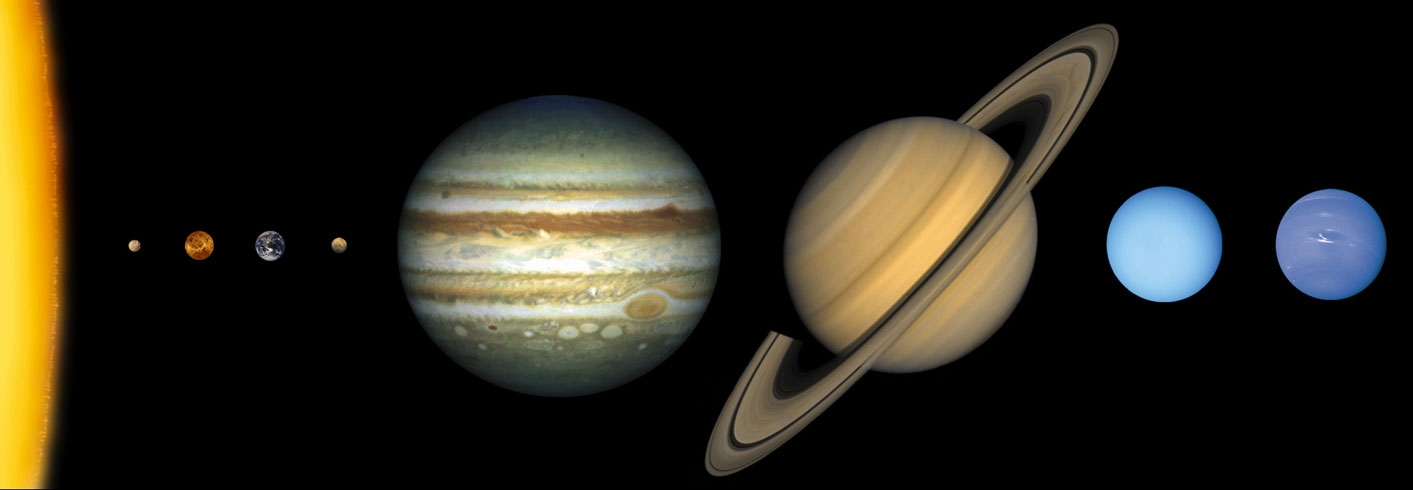
Приблизительное соотношение размеров планет и Солнца. Межпланетные расстояния не в масштабе. Солнце изображено слева

| ---------------------------- | --------------------- | ------------------- | ------------------------ | ---------------------------- | ------------------- | ---------------- | -------- |
| Меркурий                     | 0,382                 | 0,055               | 0,38                     | 0,241                        | 58,6                | 5427             | 0        |
| Венера                       | 0,949                 | 0,815               | 0,72                     | 0,615                        | 243                 | 5243             | 0        |
| Земля                        | 1,0                   | 1,0                 | 1,0                      | 1,0                          | 1,0                 | 5515             | 1        |
| Марс                         | 0,53                  | 0,107               | 1,52                     | 1,88                         | 1,03                | 3933             | 2        |
| Церера                       | 0,074                 | 0,00015             | 2,76                     | 4,6                          | 0,378               | 2161             | 0        |
| Юпитер                       | 11,2                  | 318                 | 5,20                     | 11,86                        | 0,414               | 1326             | 95       |
| Сатурн                       | 9,41                  | 95                  | 9,54                     | 29,46                        | 0,426               | 687              | 146      |
| Уран                         | 3,98                  | 14,6                | 19,22                    | 84,01                        | 0,718               | 1270             | 28       |
| Нептун                       | 3,81                  | 17,2                | 30,06                    | 164,79                       | 0,671               | 1638             | 14       |
| Плутон                       | 0,186                 | 0,0022              | 39,2                     | 248,09                       | 6,387               | 1860             | 5        |
| Хаумеа                       | ~0,11                 | 0,00066             | 43                       | 281,1                        | 0,163               | ~2600            | 2        |
| Макемаке                     | 0,116                 | ~0,0005             | 45,4                     | 306,28                       | 0,324               | ~1700            | 1        |
| Эрида                        | 0,182                 | 0,0028              | 67,8                     | 558,04                       | 1,1                 | 2520             | 1        |

## Формирование и эволюция

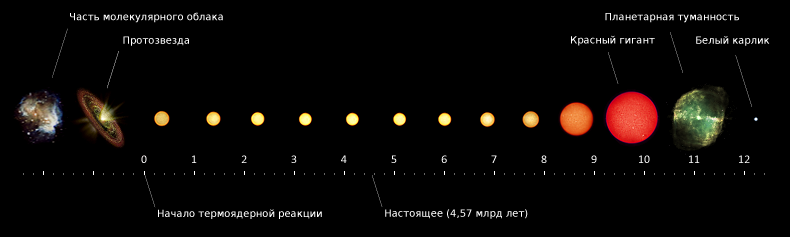
Жизненный цикл Солнца. Масштаб и цвета условны. Временная шкала в миллиардах лет (приблизительно)

Согласно общепринятой в настоящее время гипотезе, формирование Солнечной системы началось около 4,6 млрд лет назад с гравитационного сжатия небольшой части гигантского межзвёздного газопылевого облака. Это начальное облако было, вероятно, размером в несколько световых лет и являлось прародителем для нескольких звёзд.
В процессе сжатия размеры газопылевого облака уменьшались и, в силу закона сохранения углового момента, росла скорость вращения облака. Центр, где собралась большая часть массы, становился всё более и более горячим, чем окружающий диск. Из-за вращения скорости сжатия облака параллельно и перпендикулярно оси вращения различались, что привело к уплощению облака и формированию характерного протопланетного диска диаметром примерно 200 а.е. и горячей, плотной протозвездой в центре. Полагается, что на этой стадии эволюции Солнце было звездой типа T Тельца. Изучение звёзд типа T Тельца показывают, что они часто окружены протопланетными дисками с массами 0,001—0,1 солнечной массы, с подавляющим процентом массы туманности, сосредоточенным непосредственно в звезде. Планеты сформировались путём аккреции из этого диска.
В течение 50 млн лет давление и плотность водорода в центре протозвезды стали достаточно высокими для начала термоядерной реакции. Температура, скорость реакции, давление и плотность увеличивались, пока не было достигнуто гидростатическое равновесие с тепловой энергией, противостоящей силе гравитационного сжатия. На этом этапе Солнце стало полноценной звездой главной последовательности.
Солнечная система, насколько известно сегодня, просуществует, пока Солнце не начнёт развиваться вне главной последовательности диаграммы Герцшпрунга — Рассела. Поскольку Солнце сжигает запасы водородного топлива, выделяющаяся энергия, поддерживающая ядро, имеет тенденцию к исчерпанию, заставляя Солнце сжиматься. Это увеличивает давление в его недрах и нагревает ядро, таким образом ускоряя сжигание топлива. В результате Солнце становится ярче примерно на десять процентов каждые 1,1 млрд лет, и станет ещё на 40 % ярче в течение следующих 3,5 млрд лет.
Приблизительно через 7 млрд лет с настоящего времени водород в солнечном ядре будет полностью преобразован в гелий, что завершит фазу главной последовательности; Солнце станет субгигантом. Ещё через 600 млн лет внешние слои Солнца расширятся примерно в 260 раз по сравнению с нынешними размерами — Солнце перейдёт на стадию красного гиганта. Из-за чрезвычайно увеличившейся площади поверхности она будет гораздо более прохладной, чем при нахождении на главной последовательности (2600 К). Резко увеличившись, Солнце, как ожидается, поглотит ближайшие планеты Меркурий и Венеру. Земля, возможно, избежит поглощения внешними солнечными оболочками, но станет совершенно безжизненной, поскольку обитаемая зона сместится к внешним краям Солнечной системы.
В конечном итоге, в результате развития термических неустойчивостей, внешние слои Солнца будут выброшены в окружающее пространство, образовав планетарную туманность, в центре которой останется лишь небольшое звёздное ядро — белый карлик, необычно плотный объект в половину первоначальной массы Солнца, но размером только с Землю. Эта туманность возвратит часть материала, который сформировал Солнце, в межзвёздную среду.

### Устойчивость Солнечной системы
В настоящий момент неясно, устойчива ли Солнечная система. Можно показать, что если она неустойчива, то характерное время распада системы очень велико.

## «Открытие» и исследование
То обстоятельство, что наблюдать движения небесных светил человек был вынужден с поверхности вращающейся вокруг своей оси и движущейся по орбите Земли, на протяжении многих столетий препятствовало осознанию структуры Солнечной системы. Видимые движения Солнца и планет воспринимались как их истинные движения вокруг неподвижной Земли.

### Наблюдения
Невооружённым глазом с Земли можно наблюдать следующие объекты Солнечной системы:
- Солнце
- Меркурий (на угловых расстояниях до 28,3° от Солнца сразу после захода Солнца или незадолго до восхода Солнца)
- Венеру (на угловых расстояниях до 47,8° от Солнца сразу после захода Солнца или незадолго до восхода Солнца)
- Марс
- Юпитер
- Сатурн
- Уран (диапазон видимого блеска 5,32 — 5,9 зв.вел, что близко к пределу видимости невооружённым глазом при наличии хорошего зрения и неба без светового загрязнения)
- Луну
- кометы (достаточно многие по мере их приближения к Солнцу и увеличения их газопылевой активности)
- околоземные астероиды (редко; например, астероид (99942) Апофис во время сближения с Землёй 13 апреля 2029 года будет иметь видимый блеск 3,1m)

Также невооружённым глазом можно наблюдать метеоры, которые являются не столько телами Солнечной системы, сколько оптическими атмосферными явлениями, вызванными метеороидами.
В бинокль или небольшой оптический телескоп видны:
- солнечные пятна
- Ио, Европа, Ганимед и Каллисто (4 крупнейших спутника Юпитера, так называемые галилеевы спутники)
- Нептун
- Титан (самый крупный спутник Сатурна)

При достаточном увеличении в оптический телескоп наблюдаемы:
- фазы Венеры и Меркурия
- Большое красное пятно
- кольца Сатурна и щель Кассини между ними[151]
- Рея, Япет, Тефия и Диона (спутники Сатурна)

Также в оптический телескоп изредка можно наблюдать кратковременные лунные явления и прохождения Меркурия и Венеры по диску Солнца.
В оптический телескоп с фильтром Hα можно наблюдать хромосферу Солнца.

### Геоцентрическая и гелиоцентрическая системы
В III веке до н. э. гелиоцентрической системы придерживался Аристарх Самосский.
Затем на протяжении долгого времени господствующей была геоцентрическая модель, в соответствии с которой в центре вселенной покоится неподвижная Земля, а вокруг неё по достаточно сложным законам движутся все небесные тела. Наиболее полно эта система была разработана античным математиком и астрономом Клавдием Птолемеем и позволяла с весьма высокой точностью описывать наблюдаемые движения светил.
Важнейший прорыв в понимании истинной структуры Солнечной системы произошёл в XVI веке, когда великий польский астроном Николай Коперник разработал гелиоцентрическую систему мира. В её основе лежали следующие утверждения:
- в центре мира находится Солнце, а не Земля;
- шарообразная Земля вращается вокруг своей оси, и это вращение объясняет кажущееся суточное движение всех светил;
- Земля, как и все другие планеты, обращается вокруг Солнца по окружности, и это вращение объясняет видимое движение Солнца среди звёзд;
- все движения представляются в виде комбинации равномерных круговых движений;
- кажущиеся прямые и попятные движения планет принадлежат не им, но Земле.

Солнце в гелиоцентрической системе перестало считаться планетой, как и Луна, являющаяся спутником Земли. Вскоре были открыты 4 спутника Юпитера, благодаря чему исключительное положение Земли в Солнечной системе было упразднено.
Теоретическое описание движения планет стало возможным после открытия законов Кеплера в начале XVII века, а с формулировкой законов тяготения количественное описание движения планет, их спутников и малых тел было поставлено на надёжную основу.
В 1672 году Джованни Кассини и Жан Рише определили параллакс и расстояние до Марса, благодаря чему удалось уточнить параметры орбиты Земли и рассчитать достаточно точное значение астрономической единицы в земных единицах измерения расстояния.

### Исследования
История профессионального изучения состава Солнечной системы началась в 1610 году, когда Галилео Галилей открыл в свой телескоп 4 крупнейших спутника Юпитера. Это открытие явилось одним из доказательств правильности гелиоцентрической системы. В 1655 году Христиан Гюйгенс открыл Титан — самый крупный спутник Сатурна. До конца XVII века Кассини были открыты ещё 4 спутника Сатурна.
XVIII век ознаменовался важным событием в астрономии — впервые с помощью телескопа была открыта ранее не известная планета Уран. Вскоре Дж. Гершелем, первооткрывателем новой планеты, были открыты 2 спутника Урана и 2 спутника Сатурна.
XIX век начался с нового астрономического открытия — был обнаружен первый планетоподобный объект — астероид Церера, в 2006 году переведённый в ранг карликовой планеты. А в 1846 году была открыта восьмая планета — Нептун. Нептун был открыт «на кончике пера», то есть сначала предсказан теоретически, а затем обнаружен в телескоп, причём независимо друг от друга в Англии и во Франции.
В 1930 году Клайд Томбо (США) открыл Плутон, названный девятой планетой Солнечной системы. Однако в 2006 году Плутон потерял статус планеты и «стал» планетой карликовой.
Во второй половине XX века было открыто множество крупных и совсем мелких спутников Юпитера, Сатурна, Урана, Нептуна, Плутона. Самую значительную роль в этой серии научных открытий сыграли миссии «Вояджеров» — американских АМС.
На рубеже XX—XXI веков был открыт ряд малых тел Солнечной системы, в том числе карликовые планеты, плутино, а также спутники некоторых из них и спутники планет-гигантов.
Продолжаются инструментальные и расчётные поиски транснептуновых планет, в том числе гипотетических .
С 2013 по 2019 годы учёные проанализировали большое количество данных об источниках инфракрасного излучения и нашли 316 малых планет, из них 139 новых.

## Колонизация
Практическое значение колонизации обусловлено необходимостью обеспечить нормальное существование и развитие человечества. С течением времени рост населения Земли, экологические и климатические изменения могут создать ситуацию, когда недостаток пригодной для обитания территории поставит под угрозу дальнейшее существование и развитие земной цивилизации. Также к необходимости заселения других объектов Солнечной системы может привести и деятельность человека: экономическая или геополитическая ситуация на планете; глобальная катастрофа, вызванная применением оружия массового поражения; истощение природных ресурсов планеты и др.
В рамках идеи колонизации Солнечной системы необходимо рассмотреть т. н. «терраформирование» (лат. terra — земля и forma — вид) — преобразование климатических условий планеты, спутника или же иного космического тела для создания или изменения атмосферы, температуры и экологических условий в состояние, пригодное для обитания земных животных и растений. Сегодня эта задача представляет в основном теоретический интерес, но в будущем может получить развитие и на практике.
В качестве объектов, наиболее пригодных для заселения их колонистами с Земли, в первую очередь рассматриваются Марс и Луна. Остальные объекты могут быть также преобразованы для проживания на них людей, однако осуществить это будет гораздо труднее ввиду как условий, царящих на этих планетах, так и ряда других факторов (например, отсутствие магнитного поля, чрезмерная удалённость или же приближённость к Солнцу в случае с Меркурием). При колонизации и терраформировании планет необходимо будет учитывать следующее: величина ускорения свободного падения, объём принимаемой солнечной энергии, наличие воды, уровень радиации (радиационный фон), характер поверхности, степень угрозы столкновения планеты с астероидом и другими малыми телами Солнечной системы.

## Галактическая орбита

Структура Млечного Пути. Расположение Солнечной системы обозначено большой жёлтой точкой

Солнечная система является частью Млечного Пути — спиральной галактики, имеющей диаметр около 30 тысяч парсек (или 100 тысяч световых лет) и состоящей из приблизительно 200 млрд звёзд. Солнечная система расположена вблизи плоскости симметрии галактического диска (на 20—25 парсек выше, то есть севернее него), на расстоянии около 8 тысяч парсек (27 тысяч световых лет) от галактического центра (практически на равном расстоянии от центра Галактики и её края), на окраине рукава Ориона — одного из Местных галактических рукавов, находящегося между рукавами Стрельца и Персея Млечного Пути.
Солнце обращается вокруг галактического центра по ящичной орбите со скоростью около 254 км/с (уточнено в 2009 г.) и совершает полный оборот примерно за 230 млн лет. Этот промежуток времени называется галактическим годом. Помимо кругового движения по орбите, Солнечная система совершает вертикальные колебания относительно галактической плоскости, пересекая её каждые 30—35 млн лет и оказываясь то в северном, то в южном галактическом полушарии. Солнечный апекс (направление вектора скорости движения Солнца относительно межзвёздного пространства) расположен в созвездии Геркулеса юго-западнее яркой звезды Вега.
Ускорение Солнечной системы приводит к систематическому собственному движению удалённых внегалактических источников (из-за изменения их аберрации с изменением скорости Солнечной системы); собственное движение направлено вдоль вектора ускорения и максимально для источников, наблюдающихся в перпендикулярной этому вектору плоскости. Это распределение собственных движений по небу с амплитудой, равной 5,05(35) угловой микросекунды в год, было измерено в 2020 году коллаборацией Gaia. Соответствующий вектор ускорения составляет по абсолютной величине 2,32(16)⋅10−10 м/с² (или 7,33(51) км/с за миллион лет); он направлен в точку с экваториальными координатами α = (269,1 ± 5,4)°, δ = (−31,6 ± 4,1)°, находящуюся в созвездии Стрельца. Основную часть ускорения составляет центростремительное ускорение вдоль радиуса к центру Галактики (wR = −6,98(12) км/с за миллион лет); компонента ускорения, направленная к галактической плоскости, равна wz = −0,15(3) км/с за миллион лет. Третья компонента вектора ускорения, направленная в плоскости галактического экватора перпендикулярно направлению на центр Галактики, близка к наблюдательной погрешности (wφ = +0,06(5) км/с за миллион лет).
Местоположение Солнечной системы в галактике, вероятно, влияет на эволюцию жизни на Земле. Орбита Солнечной системы практически круглая, и скорость примерно равна скорости спиральных рукавов, что означает, что она проходит сквозь них чрезвычайно редко. Это даёт Земле длительные периоды межзвёздной стабильности для развития жизни, так как спиральные рукава обладают значительной концентрацией потенциально опасных сверхновых. Солнечная система также находится на значительном расстоянии от переполненных звёздами окрестностей галактического центра. Около центра гравитационные воздействия соседних звёзд могли возмутить объекты облака Оорта и направить множество комет во внутреннюю Солнечную систему, вызвав столкновения с катастрофическими последствиями для жизни на Земле. Интенсивное излучение галактического центра также могло повлиять на развитие высокоорганизованной жизни. Некоторые учёные выдвигают гипотезу, что несмотря на благоприятное расположение Солнечной системы, даже в течение последних 35 000 лет жизнь на Земле подвергалась воздействию сверхновых, которые могли выбрасывать частицы радиоактивной пыли и большие кометоподобные объекты.
По расчётам учёных из Института вычислительной космологии Даремского университета, через 2 млрд лет Большое Магелланово облако столкнётся с Млечным Путём, в результате чего Солнечная система может быть вытолкнута из нашей Галактики в межгалактическое пространство.

### Окрестности

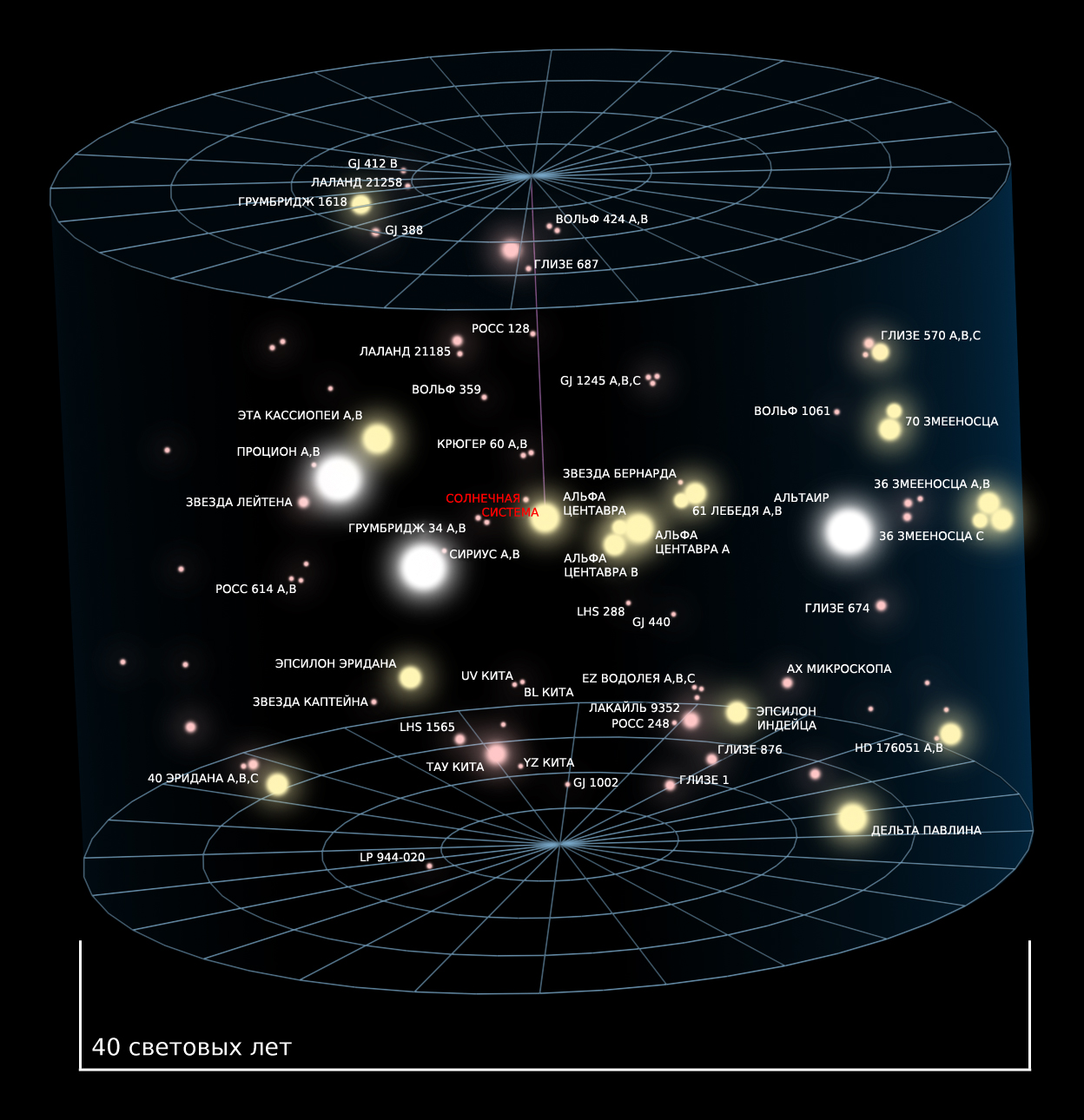
Ближайшие звёзды

Непосредственная галактическая окрестность Солнечной системы известна как Местное межзвёздное облако. Это более плотный участок области разреженного газа Местный пузырь — полости в межзвёздной среде протяжённостью примерно 300 св. лет, имеющей форму песочных часов. Пузырь заполнен высокотемпературной плазмой; это даёт основания думать, что пузырь образовался в результате взрывов нескольких недавних сверхновых.
В пределах десяти св. лет (95 трлн км) от Солнца звёзд относительно немного.
Ближайшей к Солнцу является тройная звёздная система Альфа Центавра, на расстоянии примерно 4,3 св. года. Альфа Центавра A и B — тесная двойная система, компоненты которой близки по характеристикам к Солнцу. Маленький красный карлик Альфа Центавра C (также известный как Проксима Центавра) обращается вокруг них на расстоянии 0,2 св. года, и в настоящее время находится несколько ближе к нам, чем пара A и B. У Проксимы есть экзопланета: Проксима Центавра b.
Следующими ближайшими звёздами являются красные карлики звезда Барнарда (5,9 св. года), Вольф 359 (7,8 св. года) и Лаланд 21185 (8,3 св. года). Крупнейшая звезда в пределах десяти световых лет — Сириус (8,6 св. года), яркая звезда главной последовательности с массой примерно в две массы Солнца и компаньоном, белым карликом под названием Сириус B. Оставшиеся системы в пределах десяти световых лет — двойная система красных карликов Лейтен 726-8 (8,7 св. года) и одиночный красный карлик Росс 154 (9,7 св. года). Ближайшая система коричневых карликов — Луман 16, находится на расстоянии 6,59 светового года. Ближайшая одиночная подобная Солнцу звезда — Тау Кита, находится на расстоянии 11,9 св. года. Масса её составляет примерно 80 % массы Солнца, а светимость — только 60 % солнечной.